# Olympische Sommerspiele 2000
| Medaillenspiegel               | Medaillenspiegel   | Medaillenspiegel | Medaillenspiegel | Medaillenspiegel | Medaillenspiegel |
| Platz                          | Land               | G                | S                | B                | Ges.             |
| ------------------------------ | ------------------ | ---------------- | ---------------- | ---------------- | ---------------- |
| 1                              | Vereinigte Staaten | 37               | 24               | 32               | 93               |
| 2                              | Russland           | 32               | 28               | 29               | 89               |
| 3                              | China              | 28               | 16               | 14               | 58               |
| 4                              | Australien         | 16               | 25               | 17               | 58               |
| 5                              | Deutschland        | 13               | 17               | 26               | 56               |
| 6                              | Frankreich         | 13               | 14               | 11               | 38               |
| 7                              | Italien            | 13               | 8                | 13               | 34               |
| 8                              | Niederlande        | 12               | 9                | 4                | 25               |
| 9                              | Kuba               | 11               | 11               | 7                | 29               |
| 10                             | Großbritannien     | 11               | 10               | 7                | 28               |
| …                              | …                  | …                | …                | …                | …                |
| 32                             | Österreich         | 2                | 1                | –                | 3                |
| …                              | …                  | …                | …                | …                | …                |
| 36                             | Schweiz            | 1                | 6                | 2                | 9                |
| Vollständiger Medaillenspiegel |                    |                  |                  |                  |                  |

Die Olympischen Sommerspiele 2000 (offiziell Spiele der XXVII. Olympiade genannt) fanden vom 15. September bis zum 1. Oktober 2000 in der australischen Stadt Sydney statt. Es waren nach den Olympischen Sommerspielen 1956, die in Melbourne ausgetragen worden waren, die zweiten Olympischen Sommerspiele auf dem australischen Kontinent.

## Bewerbung

### Vorgeschichte der australischen Bewerbung
Nach den Olympischen Sommerspielen 1956 in Melbourne gab es lange Zeit keine offizielle australische Bewerbung für die Austragung weiterer Olympischer Spiele. Pläne Sydneys für Bewerbungen um die Sommerspiele 1972 und die Sommerspiele 1988 blieben schon in den frühen Phasen der Planung stecken. 1980 wählte das Nationale Olympische Komitee Australiens Melbourne für die Bewerbung um die Olympischen Sommerspiele 1988 aus, die Bewerbung wurde jedoch schon 1981 aufgrund finanzieller Schwierigkeiten zurückgezogen. Diesem Rückzieher folgten zwei voll realisierte Bewerbungen, von Brisbane für die Sommerspiele 1992 und von Melbourne für die Sommerspiele 1996, welche den Grundstein für die erfolgreiche Bewerbung Sydneys um die Olympischen Spiele des Jahres 2000 legten.

### Bewerbung Sydneys
Im April 1989, kurz nach der Nominierung Melbournes für 1996, fragte John Coates vom Australischen Olympischen Komitee beim Premierminister von New South Wales, Nick Greiner, an, ob eine Kandidatur Sydneys für die Olympischen Sommerspiele 2000 möglich wäre, wenn die von Melbourne scheitern würde. Coates schlug vor, dass Sydney die Sportinfrastruktur verbessern und sich um die Austragung internationaler Sportveranstaltungen bewerben sollte, um die Chancen der Bewerbung zu steigern. Nach dem Scheitern der Bewerbung Melbournes strebten Brisbane und Sydney die Austragung der Sommerspiele des Jahres 2000 an und auch Melbourne wollte einen zweiten Anlauf nehmen. In einer internen Abstimmung des Nationalen Olympischen Komitees Australiens im November 1990 entschied man sich für Sydney als Kandidat. Formal entschieden sich die Stadtregierung Sydneys und die Regierung von New South Wales am 1. März 1991 für die Bewerbung. Zu diesem Zeitpunkt standen Peking und Berlin bereits als Mitbewerber fest. Manchester und Istanbul standen kurz vor der offiziellen Bewerbung. Am 11. März 1991 unterzeichneten Sydney, das Nationale Olympische Komitee Australiens und der Staat New South Wales den Vertrag über Sydney als Kandidatenstadt für die Austragung der Olympischen Sommerspiele des Jahres 2000.
Die Bewerbung Sydneys um die Austragung der Olympischen Spiele fand in Australien breite Unterstützung in der Bevölkerung, bei Unternehmen, Verbänden und ethnischen Gruppen wie den Aborigines. Auch die Massenmedien begrüßten die Bewerbung.

### Weitere Bewerber
Die weiteren Kandidatenstädte, die sich um die Austragung bewarben, waren Berlin, Peking, Manchester und Istanbul. Neben Sydney galt Peking als aussichtsreichster Kandidat für die Vergabe.
Die Bewerbung Berlins wurde im Zuge der Wende angestrebt. Am 2. Januar 1990 schlugen die Bürgermeister von West- und Ostberlin, Walter Momper und Erhard Krack, eine Bewerbung von Gesamt-Berlin für die Olympischen Spiele im Jahre 2000 oder 2004 vor. Am 25. September 1990 beschlossen der Berliner Senat und der Magistrat die Gründung der Olympia Berlin 2000 GmbH. Der damalige Regierende Bürgermeister Walter Momper und der Oberbürgermeister Tino Schwierzina erklärten, die Olympischen Spiele in Berlin sollten „eine Feier des Friedens und der Überwindung der Ost-West-Gegensätze“ sein. In der Stadt kam es teilweise zu gewalttätigen Protesten gegen die Olympischen Spiele. Auf zwei Kaufhäuser, die die Bewerbung Berlins unterstützen, wurden Brandanschläge verübt. Mehrfach wurde auch die Personalpolitik und die Arbeit des Bewerbungskomitees stark kritisiert.

### Wahl des Austragungsortes
Die Wahl des Austragungsortes fand während der 101. IOC-Session in Monte-Carlo statt. Die Kandidatenstädte warben in dieser Zeit noch mit ihren Delegationen und kleineren Events um die Stimmen der IOC-Mitglieder. Am 23. September 1993, dem Tag der Wahl, hatte jede Stadt die Zeit für eine 30-minütige Präsentation. Dabei stellten 15 Minuten den Zeitraum für Nachfragen dar.
Es war die erste Wahl eines Austragungsortes, bei der den IOC-Mitgliedern nur die ausgeschiedene Stadt und nicht die Stimmverteilung genannt wurde. Erst nach der Wahl wurden die Ergebnisse veröffentlicht. Nach Abschluss der Wahl gratulierte der IOC-Präsident Juan Antonio Samaranch den Kandidatenstädten in alphabetischer Reihenfolge, bevor er bekanntgab, dass Sydney der Austragungsort der Olympischen Sommerspiele des Jahres 2000 war. In einer kurzen Zeremonie wurde dann der Vertrag unterzeichnet.
| Ergebnisse der Wahl des Austragungsortes | Ergebnisse der Wahl des Austragungsortes | Ergebnisse der Wahl des Austragungsortes | Ergebnisse der Wahl des Austragungsortes | Ergebnisse der Wahl des Austragungsortes | Ergebnisse der Wahl des Austragungsortes |
| ---------------------------------------- | ---------------------------------------- | ---------------------------------------- | ---------------------------------------- | ---------------------------------------- | ---------------------------------------- |
| Stadt                                    | Land                                     | Runde 1                                  | Runde 2                                  | Runde 3                                  | Runde 4                                  |
| Sydney                                   | Australien                               | 30                                       | 30                                       | 37                                       | 45                                       |
| Peking                                   | Volksrepublik China                      | 32                                       | 37                                       | 40                                       | 43                                       |
| Manchester                               | Großbritannien                           | 11                                       | 13                                       | 11                                       | –                                        |
| Berlin                                   | Deutschland                              | 9                                        | 9                                        | –                                        | –                                        |
| Istanbul                                 | Türkei                                   | 7                                        | –                                        | –                                        | –                                        |

## Organisation

### Eintrittskarten
Insgesamt gab es für die Zeremonien und Wettbewerbe 9,6 Millionen Tickets. Fünf Millionen der Tickets wurden nur in Australien verkauft. Die Einnahmen aus dem Ticketverkauf betrugen um die 600 Millionen australische Dollar. Die teuersten Tickets, für Eröffnungs- und Schlussfeier, kosteten bis zu 1.320 Dollar. Für Sportveranstaltungen wie Schwimmfinals und das Basketballendspiel musste man höchstens 455 Dollar ausgeben.
In Deutschland lief der Kartenvorverkauf über das Deutsche Reisebüro. Das Kartenkontingent betrug 58.000 Tickets, die nur schriftlich und ohne Rückgaberecht bestellt werden konnten. Damit weniger attraktive Sportveranstaltungen vom „Typ 2“ nicht vor leeren Rängen stattfinden mussten, wurde der Käufer von „Typ 1“-Tickets zur Abnahme von zwei „Typ 2“-Eintrittskarten verpflichtet.
In der Schweiz lief der Vorverkauf über Kuoni Reisen.

### Medaillen
Die Medaillen der Olympischen Sommerspiele von Sydney zeigen auf der Vorderseite das seit 1928 obligatorische Bild mit der Siegesgöttin Nike mit dem Olivenzweig in der Hand. Auf der Rückseite sind neben dem Opernhaus als Wahrzeichen von Sydney auch die olympische Fackel und die olympischen Ringe abgebildet.
Die Medaillen wurden von den beiden australischen Künstlern Woljcech Pietranik und Brian Thompson gestaltet und an blauen Bändern aufgehängt.

### Kosten
Im Jahr 2002 hat der Auditor-General von New South Wales berichtet, dass die Olympischen Spiele in Sydney 6,6 Milliarden AUD kosteten, mit einem Nettokostenwert für die Öffentlichkeit zwischen 1,7 und 2,4 Milliarden AUD.

## Olympische Standorte
Das Herz der Olympischen Sommerspiele des Jahres 2000 bildete der Sydney Olympic Park im Gebiet um Homebush Bay am Parramatta River. Das olympische Dorf bildete einen neuen Stadtteil und war das größte in der olympischen Geschichte.

### Sportstätten

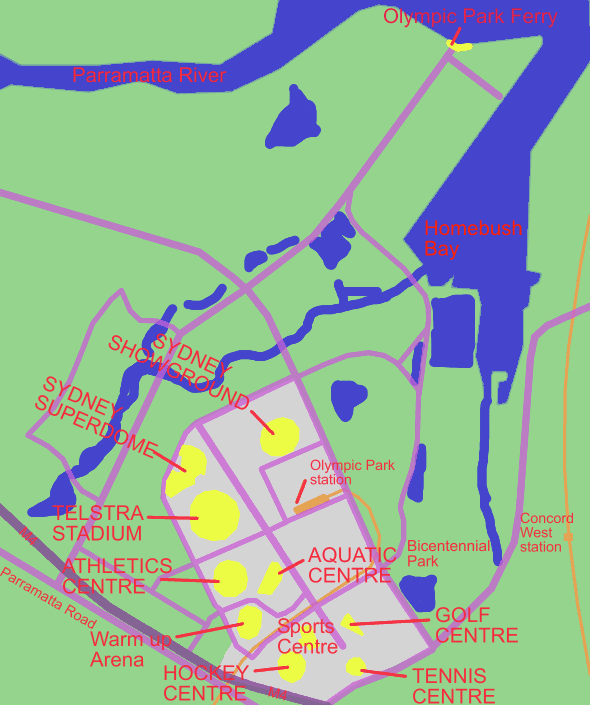
Karte des Olympiaparks

Die Wettkämpfe der Olympischen Spiele wurden in diesen Sportstätten ausgetragen:
- Stadium Australia (auch ANZ Stadium genannt) (Leichtathletik, Fußball)
- SydneySuperDome (Turnen, Trampolin, Rhythmische Sportgymnastik, Basketball)
- The Dome and Exhibition Complex (Handball, Volleyball, Badminton)
- Convention Centre (Fechten, Gewichtheben, Judo, Ringen, Boxen, Taekwondo)
- State Sport Centre (Tischtennis, Schießen)
- Baseball Stadium (Baseball, Softball)
- Aquatic Centre (Schwimmen, Wasserspringen, Synchronschwimmen, Wasserball)

Die Wettbewerbe im Schwimmen, Wasserspringen, Synchronspringen und Wasserball fanden im Aquatic Centre statt. Es wurde bereits im Jahr 1994 eröffnet. Für die Olympischen Spiele wurde die Zuschauerkapazität von 4500 auf 17.500 erhöht. Damit war es die größte Sportstätte für Schwimmwettbewerbe bei Olympischen Spielen. Der Präsident des Internationalen Olympischen Komitees Juan Antonio Samaranch sagte über das Aquatic Centre, es wäre das beste Schwimmbecken, das er in seinem Leben gesehen hatte („the best swimming pool I have seen in my life“).
- Tennis Centre (Tennis)
- Dunc Gray Velodrom (Bahnradsport)
- Horsley Park (Military, Dressurreiten, Springreiten, Moderner Fünfkampf)

Die Reitwettbewerbe fanden 40 Kilometer westlich von Sydney im Horsley Park statt. Der Komplex wurde von Timothy Court entworfen und gliederte sich in 80 Hektar des für Australien typischen Graslandes ein. Der Vielseitigkeitskurs führte rund 7,5 Kilometer um einen zentral in diesem Gelände gelegenen Berg.
- Penrith Lake (Rudern, Kanuslalom, Kanurennsport)
- Hockey Center (Hockey)

Das Hockey Centre gehört zum Sydney-Olympic-Park-Komplex. Während der Olympischen Spiele 2000 war es Austragungsort der Hockeyturniere. Das Hockeystadion bot 15.000 Zuschauern Platz.
- Bondi Beach (Beachvolleyball)

Im Sydney International Archery Park wurden die Wettbewerbe im Bogenschießen ausgetragen. Der Komplex wurde für drei Millionen australische Dollar gebaut und im Juli 1998 eröffnet. Der Park befindet sich in Sichtweite zum Olympiastadion. Bestandteil der Anlage waren zwei aus 185 alten Strommasten bestehende Gruppen von Pfählen, die Wälder symbolisieren sollten. Die Sportstätte bot 4500 Zuschauern Platz.

### Olympisches Dorf
Das erste Mal in der olympischen Geschichte waren 10.651 Sportler in einem einzigen olympischen Dorf beherbergt. Es wurden 630 Häuser errichtet, deren Architektur die Vorstadtbungalows und die Bauform der Gebäude in der Innenstadt Sydneys vereinigt.
Schon zur Mitte des Jahres 2000 waren die meisten der Häuser und Wohnungen bereits verkauft worden, zu einem Preis von 400.000 bis 500.000 australischen Dollar für 95 bis 125 Quadratmeter.

## Fackellauf
Der Fackellauf im Vorfeld der Olympischen Sommerspiele des Jahres 2000 in Sydney führte durch Griechenland, Ozeanien und Australien.
Die Flamme wurde im antiken Olympia vor rund 20.000 Schaulustigen entzündet. Die Entzündungszeremonie wurde von Priesterinnen ausgeführt, die einen trockenen Zweig des Olivenbaumes mit Hilfe der Sonne zu entzünden versuchten. Da es an diesem Tag jedoch bewölkt war, kam es nicht zur Entflammung, so dass auf eine am Tag zuvor entzündete Flamme zurückgegriffen werden musste. Der erste Fackelläufer war der griechische Hochspringer Lambros Papakostas. Nachdem er eine Runde im antiken Stadium zurückgelegt hatte, übergab er die Flamme an die Tochter des IOC-Vizepräsidenten Kevan Gosper, die damit die erste australische Läuferin dieses Fackellaufes wurde. Infolgedessen kam es zu einigen Kontroversen, weil in den Medien kritisiert wurde, dass scheinbar Angehörige von IOC-Mitgliedern bevorzugt wurden. Das erste Mal führte der Fackellauf über einige der griechischen Inseln. Dabei wurde das olympische Feuer mit einem Schiff der griechischen Marine transportiert. Am 20. Mai 2000 endete der Fackellauf durch Griechenland am Panathinaiko-Stadion, der Stätte der ersten Olympischen Spiele der Neuzeit, als die Flamme einem Mitglied des Organisationskomitees übergeben und daraufhin mit einem Charterflugzeug nach Ozeanien überführt wurde.
Erste Station des Fackellaufes in Ozeanien war am 22. Mai 2000 die Insel Guam. Von dort aus führte der Weg der olympischen Flamme über Palau, Mikronesien, Nauru, die Salomonen, Papua-Neuguinea, Vanuatu, Samoa, Amerikanisch-Samoa, die Cookinseln, Tonga und schließlich Neuseeland, bevor sie Australien erreichte. Fidschi war nicht Teil des Fackellaufes, weil zu dem Zeitpunkt die politische Situation in diesem Land instabil war. Die Fackelläufer wurden während der Zeit in Ozeanien mit folkloristischen Darbietungen begleitet. Teilweise nutzten aber auch ethnische Gruppen die Aufmerksamkeit, welche der Fackellauf mit sich brachte, für Demonstrationen, um auf ihre Situation aufmerksam zu machen.
In Australien trugen über 11.000 Läufer das olympische Feuer über eine Strecke von 27.000 Kilometern. Dabei wurde die Flamme auf verschiedenste Weise transportiert. Am Bondi Beach wurde sie auf einem Surfbrett von einem Surfer getragen, im Great Barrier Reef trug sie ein Taucher unter Wasser, im Outback flog sie in einem Arztflugzeug mit und am Cable Beach in Broome wurde sie auf einem Kamel transportiert.
Das olympische Feuer erreichte Australien am 8. Juni 2000 in Yulara, ziemlich in der Mitte des Kontinents. Von dort aus führte der Fackellauf am Welterbe Uluru vorbei. Die erste Läuferin auf australischem Boden war Nova Peris-Kneebone, die erste Aborigine die eine Goldmedaille bei Olympischen Spielen gewann. Am 16. Juni trug mit dem 93 Jahre alten Bob Tisdall der älteste noch lebende Olympiasieger die olympische Fackel.

## Teilnehmer

Karte mit den teilnehmenden Nationen. Grün markiert sind die Länder, die schon einmal an Olympischen Spielen teilgenommen hatten, blau sind die, welche zum ersten Mal teilnahmen.

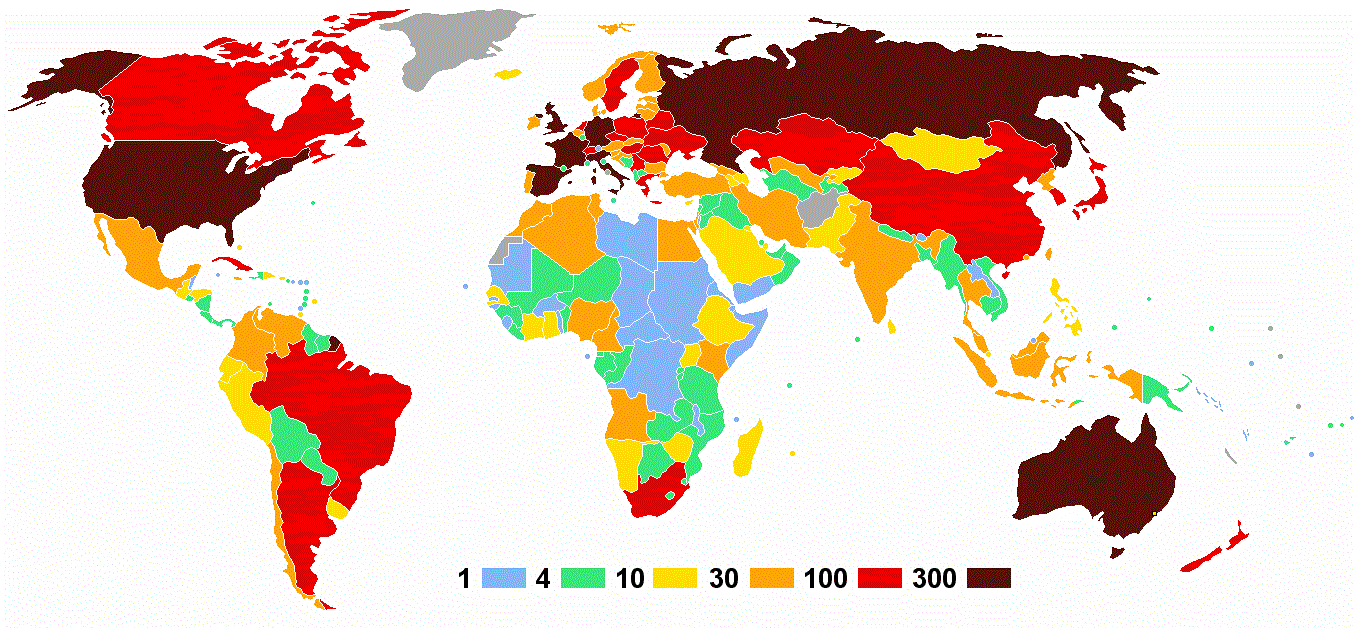
Mannschaftsstärke

| Europa (5323 Athleten aus 48 Nationen) | Europa (5323 Athleten aus 48 Nationen) | Europa (5323 Athleten aus 48 Nationen) |
| --- | --- | --- |
| - Albanien (5) - Andorra (5) - Armenien (25) - Aserbaidschan (29) - Belarus (139) - Belgien (68) - Bosnien und Herzegowina (9) - Bulgarien (91) - Dänemark (97) - Deutschland (422) - Estland (33) - Finnland (70) - Frankreich (336) - Georgien (36) - Griechenland (140) - Großbritannien (332) | - Irland (64) - Island (18) - Israel (39) - Italien (361) - Jugoslawien, BR (111) - Kroatien (88) - Lettland (45) - Liechtenstein (2) - Litauen (61) - Luxemburg (7) - Malta (7) - Mazedonien (8) - Moldau (34) - Monaco (4) - Niederlande (243) - Norwegen (95)                                   | - Österreich (92) - Polen (187) - Portugal (62) - Rumänien (145) - Russland (435) - San Marino (4) - Schweden (149) - Schweiz (105) - Slowakei (114) - Slowenien (74) - Spanien (326) - Tschechien (119) - Türkei (57) - Ukraine (230) - Ungarn (178) - Zypern (22)                           |
| Amerika (2015 Athleten aus 42 Nationen) | | |
| - Amerikanische Jungferninseln (9) - Antigua und Barbuda (3) - Argentinien (143) - Aruba (5) - Bahamas (25) - Barbados (18) - Belize (2) - Bermuda (6) - Bolivien (5) - Brasilien (205) - Britische Jungferninseln (1) - Cayman Islands (3) - Chile (50) - Costa Rica (7)                         | - Dominica (4) - Dominikanische Republik (13) - Ecuador (10) - El Salvador (8) - Grenada (3) - Guatemala (15) - Guyana (4) - Haiti (5) - Honduras (20) - Jamaika (48) - Kanada (294) - Kolumbien (44) - Kuba (229) - Mexiko (78)                                                                   | - Nicaragua (6) - Niederländische Antillen (7) - Panama (6) - Paraguay (5) - Peru (21) - Puerto Rico (29) - St. Kitts und Nevis (2) - St. Lucia (5) - St. Vincent und die Grenadinen (4) - Suriname (4) - Trinidad und Tobago (19) - Uruguay (14) - Venezuela (50) - Vereinigte Staaten (586) |
| Asien (1726 Athleten aus 42 Nationen) | | |
| - Bahrain (4) - Bangladesch (4) - Bhutan (2) - Brunei (1) - China, Volksrepublik (271) - Chinesisch Taipeh (74) - Hongkong (31) - Indien (65) - Indonesien (47) - Iran (35) - Irak (4) - Japan (266) - Jemen (2) - Jordanien (8)                                                                  | - Kambodscha (4) - Kasachstan (130) - Katar (17) - Kirgisistan (18) - Korea, DVR (31) - Korea, Republik (281) - Kuwait (29) - Laos (3) - Libanon (6) - Malaysia (40) - Malediven (4) - Mongolei (20) - Myanmar (7) - Nepal (5)                                                                     | - Oman (6) - Pakistan (26) - Palästina (2) - Philippinen (21) - Saudi-Arabien (77) - Singapur (14) - Sri Lanka (18) - Syrien (8) - Tadschikistan (4) - Thailand (52) - Turkmenistan (8) - Usbekistan (70) - Vietnam (7) - Vereinigte Arabische Emirate (4)                                    |
| Ozeanien (885 Athleten aus 14 Nationen) | | |
| - Amerikanisch-Samoa (5) - Australien (632) - Cookinseln (3) - Fidschi (7) - Guam (7) | - Föderierte Staaten von Mikronesien * (5) - Nauru (2) - Neuseeland (151) - Palau * (5) - Papua-Neuguinea (5) | - Salomonen (2) - Samoa (5) - Tonga (3) - Vanuatu (3) |
| Afrika (869 Athleten aus 53 Nationen) | | |
| - Ägypten (89) - Algerien (47) - Angola (30) - Äquatorialguinea (4) - Äthiopien (26) - Benin (4) - Botswana (7) - Burkina Faso (2) - Burundi (6) - Dschibuti (2) - Elfenbeinküste (14) - Eritrea * (3) - Gabun (5) - Gambia (2) - Ghana (22) - Guinea (6) - Guinea-Bissau (3) - Kamerun (34)      | - Kap Verde (2) - Kenia (56) - Komoren (2) - Kongo, Demokratische Republik (3) - Kongo, Republik (4) - Lesotho (6) - Liberia (8) - Libyen (3) - Madagaskar (11) - Malawi (2) - Mali (5) - Marokko (55) - Mauretanien (2) - Mauritius (20) - Mosambik (5) - Namibia (12) - Niger (4) - Nigeria (83) | - Ruanda (5) - Sambia (8) - São Tomé und Príncipe (2) - Senegal (26) - Seychellen (9) - Sierra Leone (3) - Simbabwe (16) - Somalia (2) - Südafrika (127) - Sudan (3) - Swasiland (6) - Tansania (4) - Togo (3) - Tschad (2) - Tunesien (47) - Uganda (13) - Zentralafrikanische Republik (3)  |
| Sonstige (4 Athleten) | | |
| - Individuelle Olympiateilnehmer (4) | | |
| (Anzahl der Athleten) * erstmalige Teilnahme an Sommerspielen | | |

## Wettkampfprogramm
Es wurden 300 Wettbewerbe (168 für Männer, 120 für Frauen, 1 Mixed- und 11 offene Wettbewerbe) in 28 Sportarten/40 Disziplinen ausgetragen. Dies waren 29 Wettkämpfe, 2 Sportarten und 3 Disziplinen mehr als 1996 in Atlanta 1996. Nachfolgend die Änderungen im Detail:
- Beim Gewichtheben traten zum ersten Mal Frauen in sieben Gewichtsklassen (Bantam-, Feder-, Leicht-, Mittel-, Leichtschwer-, Mittelschwer- und Schwergewicht) an, hingegen wurden zwei Gewichtsklassen (Fliegen- und 1. Schwergewicht) bei den Männern gestrichen.
- In der Leichtathletik ersetzten das 20-km-Gehen das 10-km-Gehen bei den Frauen – darüber hinaus kamen bei den Frauen der Stabhochsprung und Hammerwurf hinzu.
- Beim Bahnradsport wurde das Programm bei den Männern durch den Teamsprint, Keirin und Madison erweitert – bei den Frauen war das Bahnzeitfahren neu im Programm.
- Sowohl beim Freistilringen als auch im griechisch-römischen Stil entfielen bei den Männern zwei Gewichtsklassen (Papier- und Halbschwergewicht).
- Im Modernen Fünfkampf kam Frauen Einzel hinzu.
- Beim Schießen wurden Skeet und Trap für Frauen olympisch.
- Debüt der Frauen in der Mannschaftssportart Wasserball.
- Beim Wasserspringen wurde das Programm für Männer und Frauen, um das Synchronspringen vom 3-m-Brett und vom 10-m-Turm erweitert.
- Im Segeln wurde die offene Bootsklasse 49er olympisch.
- Taekwondo mit jeweils vier Gewichtsklassen (Fliegen-, Feder-, Welter- und Schwergewicht) für Männer und Frauen wird ins olympische Programm aufgenommen – nachdem es in Seoul 1988 und Barcelona 1992 Demonstrationssportart war.
- Auch Triathlon – bestehend aus Schwimmen, Laufen und Radfahren – wird olympisch, sowohl für Männer als auch für Frauen.
- Der Turnsport wird um die Disziplin Trampolinturnen für Männer und Frauen erweitert.

### Olympische Sportarten/Disziplinen
- Badminton Gesamt (5) = Männer (2)/Frauen (2)/Mixed (1)
- Baseball Gesamt (1) = Männer (1)
- Basketball Gesamt (2) = Männer (1)/Frauen (1)
- Bogenschießen Gesamt (4) = Männer (2)/Frauen (2)
- Boxen Gesamt (12) = Männer (12)
- Fechten Gesamt (10) = Männer (6)/Frauen (4)
- Fußball Gesamt (2) = Männer (1)/Frauen (1)
- Gewichtheben Gesamt (15) = Männer (8)/Frauen (7)
- Handball Gesamt (2) = Männer (1)/Frauen (1)
- Hockey Gesamt (2) = Männer (1)/Frauen (1)
- Judo Gesamt (14) = Männer (7)/Frauen (7)
- Kanusport
  -  Kanurennsport Gesamt (12) = Männer (9)/Frauen (3)
  -  Kanuslalom Gesamt (4) = Männer (3)/Frauen (1)
- Leichtathletik Gesamt (46) = Männer (24)/Frauen (22)
- Moderner Fünfkampf Gesamt (2) = Männer (1)/Frauen (1)
- Radsport
  -  Bahn Gesamt (12) = Männer (8)/Frauen (4)
  -  Mountainbike Gesamt (2) = Männer (1)/Frauen (1)
  -  Straße Gesamt (4) = Männer (2)/Frauen (2)
- Reiten
  -  Dressur Gesamt (2) = Offen (2)
  -  Springen Gesamt (2) = Offen (2)
  -  Vielseitigkeit Gesamt (2) = Offen (2)
- Ringen
  -  Freistil Gesamt (8) = Männer (8)
  -  Griechisch-römisch Gesamt (8) = Männer (8)
- Rudern Gesamt (14) = Männer (8)/Frauen (6)
- Schießen Gesamt (17) = Männer (10)/Frauen (7)
- Schwimmsport
  -  Schwimmen Gesamt (32) = Männer (16)/Frauen (16)
  -  Synchronschwimmen Gesamt (2) = Frauen (2)
  -  Wasserball Gesamt (2) = Männer (1)/Frauen (1)
  -  Wasserspringen Gesamt (8) = Männer (4)/Frauen (4)
- Segeln Gesamt (11) = Männer (3)/Frauen (3)/Offen (5)
- Softball Gesamt (1) = Frauen (1)
- Taekwondo Gesamt (8) = Männer (4)/Frauen (4)
- Tennis Gesamt (4) = Männer (2)/Frauen (2)
- Tischtennis Gesamt (4) = Männer (2)/Frauen (2)
- Triathlon Gesamt (2) = Männer (1)/Frauen (1)
- Turnsport
  -  Kunstturnen Gesamt (14) = Männer (8)/Frauen (6)
  -  Rhythmische Sportgymnastik Gesamt (2) = Frauen (2)
  -  Trampolinturnen Gesamt (2) = Männer (1)/Frauen (1)
- Volleyball
  -  Beachvolleyball Gesamt (2) = Männer (1)/Frauen (1)
  -  Volleyball Gesamt (2) = Männer (1)/Frauen (1)

Anzahl der Wettkämpfe in Klammern

### Zeitplan
| Zeitplan                  | Zeitplan                   | Zeitplan  | Zeitplan  | Zeitplan  | Zeitplan  | Zeitplan  | Zeitplan  | Zeitplan  | Zeitplan  | Zeitplan  | Zeitplan  | Zeitplan  | Zeitplan  | Zeitplan  | Zeitplan  | Zeitplan  | Zeitplan  | Zeitplan  | Zeitplan  | Zeitplan | Zeitplan           |
| Disziplin                 | Disziplin                  | Mi. 13.   | Do. 14.   | Fr. 15.   | Sa. 16.   | So. 17.   | Mo. 18.   | Di. 19.   | Mi. 20.   | Do. 21.   | Fr. 22.   | Sa. 23.   | So. 24.   | Mo. 25.   | Di. 26.   | Mi. 27.   | Do. 28.   | Fr. 29.   | Sa. 30.   | So. 1.   | Ent- schei- dungen |
| Disziplin                 | Disziplin                  | September | September | September | September | September | September | September | September | September | September | September | September | September | September | September | September | September | September | Okt.     | Ent- schei- dungen |
| ------------------------- | -------------------------- | --------- | --------- | --------- | --------- | --------- | --------- | --------- | --------- | --------- | --------- | --------- | --------- | --------- | --------- | --------- | --------- | --------- | --------- | -------- | ------------------ |
| Eröffnungsfeier           |                            |           |           |           |           |           |           |           |           |           |           |           |           |           |           |           |           |           |           |          |                    |
| Badminton                 | Badminton                  |           |           |           |           |           |           |           |           | 2         | 1         | 2         |           |           |           |           |           |           |           |          | 5                  |
| Baseball                  | Baseball                   |           |           |           |           |           |           |           |           |           |           |           |           |           |           | 1         |           |           |           |          | 1                  |
| Basketball                | Basketball                 |           |           |           |           |           |           |           |           |           |           |           |           |           |           |           |           |           | 1         | 1        | 2                  |
| Bogenschießen             | Bogenschießen              |           |           |           |           |           |           | 1         | 1         | 1         | 1         |           |           |           |           |           |           |           |           |          | 4                  |
| Boxen                     | Boxen                      |           |           |           |           |           |           |           |           |           |           |           |           |           |           |           |           |           | 6         | 6        | 12                 |
| Fechten                   | Fechten                    |           |           |           | 1         | 1         | 1         | 1         | 1         | 2         | 1         | 2         |           |           |           |           |           |           |           |          | 10                 |
| Fußball                   | Fußball                    |           |           |           |           |           |           |           |           |           |           |           |           |           |           |           | 1         |           | 1         |          | 2                  |
| Gewichtheben              | Gewichtheben               |           |           |           | 1         | 2         | 2         | 2         | 2         |           | 2         | 1         | 1         | 1         | 1         |           |           |           |           |          | 15                 |
| Handball                  | Handball                   |           |           |           |           |           |           |           |           |           |           |           |           |           |           |           |           |           | 1         | 1        | 2                  |
| Hockey                    | Hockey                     |           |           |           |           |           |           |           |           |           |           |           |           |           |           |           |           | 1         | 1         |          | 2                  |
| Judo                      | Judo                       |           |           |           | 2         | 2         | 2         | 2         | 2         | 2         | 2         |           |           |           |           |           |           |           |           |          | 14                 |
| Kanusport                 | Kanurennsport              |           |           |           |           |           |           |           |           |           |           |           |           |           |           |           |           |           | 6         | 6        | 12                 |
| Kanusport                 | Kanuslalom                 |           |           |           |           |           | 2         |           | 2         |           |           |           |           |           |           |           |           |           |           |          | 4                  |
| Leichtathletik            | Leichtathletik             |           |           |           |           |           |           |           |           |           | 2         | 2         | 6         | 9         |           | 7         | 6         | 5         | 8         | 1        | 46                 |
| Moderner Fünfkampf        | Moderner Fünfkampf         |           |           |           |           |           |           |           |           |           |           |           |           |           |           |           |           |           | 1         | 1        | 2                  |
| Radsport                  | Bahn                       |           |           |           | 2         | 2         | 1         | 1         | 3         | 3         |           |           |           |           |           |           |           |           |           |          | 12                 |
| Radsport                  | Mountainbike               |           |           |           |           |           |           |           |           |           |           | 1         | 1         |           |           |           |           |           |           |          | 2                  |
| Radsport                  | Straße                     |           |           |           |           |           |           |           |           |           |           |           |           |           | 1         | 1         |           |           | 2         |          | 4                  |
| Reitsport                 | Dressur                    |           |           |           |           |           |           |           |           |           |           |           |           |           | 1         |           |           |           | 1         |          | 2                  |
| Reitsport                 | Springen                   |           |           |           |           |           |           |           |           |           |           |           |           |           |           |           | 1         |           |           | 1        | 2                  |
| Reitsport                 | Vielseitigkeit             |           |           |           |           |           |           | 1         |           |           | 1         |           |           |           |           |           |           |           |           |          | 2                  |
| Ringen                    | Freistil                   |           |           |           |           |           |           |           |           |           |           |           |           |           |           |           |           |           | 4         | 4        | 8                  |
| Ringen                    | Griech.-röm.               |           |           |           |           |           |           |           |           |           |           |           |           |           | 4         | 4         |           |           |           |          | 8                  |
| Rudern                    | Rudern                     |           |           |           |           |           |           |           |           |           |           | 7         | 7         |           |           |           |           |           |           |          | 14                 |
| Schießen                  | Schießen                   |           |           |           | 2         | 2         | 2         | 2         | 2         | 3         | 2         | 2         |           |           |           |           |           |           |           |          | 17                 |
| Schwimm-sport             | Schwimmen                  |           |           |           | 4         | 4         | 4         | 4         | 4         | 4         | 4         | 4         |           |           |           |           |           |           |           |          | 32                 |
| Schwimm-sport             | Synchron-schwimmen         |           |           |           |           |           |           |           |           |           |           |           |           |           | 1         |           |           | 1         |           |          | 2                  |
| Schwimm-sport             | Wasserball                 |           |           |           |           |           |           |           |           |           |           | 1         |           |           |           |           |           |           |           | 1        | 2                  |
| Schwimm-sport             | Wasserspringen             |           |           |           |           |           |           |           |           |           |           | 2         | 1         |           | 1         |           | 3         |           | 1         |          | 8                  |
| Segeln                    | Segeln                     |           |           |           |           |           |           |           |           |           |           |           | 3         | 1         |           |           | 2         | 2         | 3         |          | 11                 |
| Softball                  | Softball                   |           |           |           |           |           |           |           |           |           |           |           |           |           | 1         |           |           |           |           |          | 1                  |
| Taekwondo                 | Taekwondo                  |           |           |           |           |           |           |           |           |           |           |           |           |           |           | 2         | 2         | 2         | 2         |          | 8                  |
| Tennis                    | Tennis                     |           |           |           |           |           |           |           |           |           |           |           |           |           |           | 2         | 2         |           |           |          | 4                  |
| Tischtennis               | Tischtennis                |           |           |           |           |           |           |           |           |           | 1         | 1         | 1         | 1         |           |           |           |           |           |          | 4                  |
| Triathlon                 | Triathlon                  |           |           |           | 1         | 1         |           |           |           |           |           |           |           |           |           |           |           |           |           |          | 2                  |
| Turnsport                 | Kunstturnen                |           |           |           |           |           | 1         | 1         | 1         | 1         |           |           | 5         | 5         |           |           |           |           |           |          | 14                 |
| Turnsport                 | Rhythmische Sportgymnastik |           |           |           |           |           |           |           |           |           |           |           |           |           |           |           |           |           | 1         | 1        | 2                  |
| Turnsport                 | Trampolinturnen            |           |           |           |           |           |           |           |           |           | 1         | 1         |           |           |           |           |           |           |           |          | 2                  |
| Volleyball                | Beachvolleyball            |           |           |           |           |           |           |           |           |           |           |           |           | 1         | 1         |           |           |           |           |          | 2                  |
| Volleyball                | Volleyball                 |           |           |           |           |           |           |           |           |           |           |           |           |           |           |           |           |           | 1         | 1        | 2                  |
| Schlussfeier              |                            |           |           |           |           |           |           |           |           |           |           |           |           |           |           |           |           |           |           |          |                    |
| Demonstrationswettbewerbe |                            |           |           |           |           |           |           |           |           |           |           |           |           |           |           |           |           |           |           |          |                    |
| Rollstuhl-Leichtathletik  | Rollstuhl-Leichtathletik   |           |           |           |           |           |           |           |           |           |           |           |           |           |           |           | 2         |           |           |          |                    |
| Entscheidungen            | Entscheidungen             |           |           |           | 13        | 14        | 15        | 15        | 18        | 18        | 18        | 26        | 25        | 18        | 11        | 17        | 17        | 11        | 40        | 24       | 300                |
|                           |                            | Mi. 13.   | Do. 14.   | Fr. 15.   | Sa. 16.   | So. 17.   | Mo. 18.   | Di. 19.   | Mi. 20.   | Do. 21.   | Fr. 22.   | Sa. 23.   | So. 24.   | Mo. 25.   | Di. 26.   | Mi. 27.   | Do. 28.   | Fr. 29.   | Sa. 30.   | So. 1.   |                    |
| September                 | September                  | September | September | September | September | September | September | September | September | September | September | September | September | September | September | September | September | Okt.      |           |          |                    |

Farblegende

## Zeremonien

### Eröffnungsfeier
Die Eröffnungsfeier der Olympischen Sommerspiele 2000 fand am 15. September im ausverkauften Olympiastadion von Sydney vor 110.000 Besuchern und 3,7 Milliarden Fernsehzuschauern statt. Sie wurde von Ric Birch und David Atkins gestaltet und beschäftigte sich unter anderem mit der australischen Geschichte und der Kultur der Aborigines.
Den Auftakt der Eröffnungsfeier bildete ein einzelner Reiter, der in die Mitte des Stadions ritt. Ihm folgten 120 weitere Reiter auf Pferden der Australian-Stock-Horse-Rasse, die vor allem im Outback als Arbeitstiere Verwendung finden. Sie trugen olympische Flaggen und bildeten während ihrer Vorstellung unter anderem die olympischen Ringe. Den musikalischen Hintergrund bildete das von Bruce Rowland komponierte Thema des berühmten australischen Films Snowy River (The Man From Snowy River, 1982). Die australische Boygroup Human Nature sang den Beginn der australischen Nationalhymne Advance Australia Fair, gefolgt von Julie Anthony, die vom Sydney Symphony Orchestra begleitet wurde.
Der erzählerische Teil der Eröffnungsfeier begann mit der 13 Jahre alten Nikki Webster, die sich als „Kitty“ am Strand auf ein Strandtuch legte und zu träumen begann. Das Stadion verwandelte sich in den Ozean, der Australien umgibt. An Seilen schwebten Fische, wie sie in den Gewässern um Australien und vor allem im Great Barrier Reef vorkommen. 800 Darsteller waren an diesem Teil der Eröffnungsfeier beteiligt. 150 von ihnen waren Schulkinder, die einen großen Fischschwarm bildeten. Das Mädchen schwamm durch diesen Ozean und erreichte eine Bühne, auf der sich der bekannte Aborigine-Künstler Djakapurra Munyarryun befand, der sie durch das weitere Programm begleitete. Der Aborigine rief die Geister der Wüste, entfernter Teile Australiens und der Torres-Strait-Inseln an. Die 350 erscheinenden Frauen der Wüste sollten in ihrem Auftreten den Herzschlag des Landes symbolisieren. Sie sangen das Lied Tanz der sieben Emu-Schwestern, roter Ocker erfüllte die Luft. Das sollte die Wiedergeburt des Landes symbolisieren; weitere Gruppen von Geistern erschienen. Stammesführer aus Arnhemland und andere Aborigines führten traditionelle Tänze vor und verbrannten Eukalyptus. Der Geist Wandjina entzündete mit einem Blitz ein Buschfeuer, welches das Land regenerieren würde.
Das Buschfeuer leitete zum nächsten Abschnitt der Eröffnungsfeier über. Eine große Flamme stieg vor einer Bühne in die Höhe, auf der sich 200 Feuerspucker und brennende Stelzenläufer befanden, die das Feuer durch das Stadion trugen. Dieser Abschnitt sollte nicht nur das Feuer als wichtigen Teil Australiens würdigen, sondern auch vor allem dem Umgang der Aborigines mit ihm, die es zur Kontrolle und Regeneration des Busches nutzten. Im Programm folgte nun auch der Prozess der Regeneration. Pflanzen und Blüten erschienen und auch Vögel und für Australien typische Tiere wie das Känguru wurden dargestellt.
Es folgte der Teil der Eröffnungsfeier, der sich mit den europäischen Siedlern beschäftigte. Er beschäftigte sich nicht so stark mit der Gewalt, die mit der Besiedlung Australiens verbunden war, sondern setzte sich humorvoll mit den Metallen der Siedler auseinander, die sie für Werkzeuge, Maschinen und Häuser verwendeten. Auf Fahrrädern erreichten Entdecker das Land und betrachteten interessiert die Flora und Fauna, die sich im Stadion befand. Farmen entstanden im Stadioninnenraum und auch der Goldrausch wurde thematisiert. Die Einwanderung, die in Australien eine wichtige Rolle spielte und spielt, wurde aufgegriffen, als 2000 Kinder und 500 Erwachsene aus allen Kulturkreisen nach Kontinenten geordnet das Stadion betraten.
Fahnenträgerin der deutschen Mannschaft bei der Eröffnungsfeier war die Kanutin Birgit Fischer aus Kleinmachnow. Für die Delegation aus Österreich übernahm der Sportschütze Wolfram Waibel junior diese Rolle. Die Schweizer Fahne trug der Mountainbiker Thomas Frischknecht und für Liechtenstein wurde der Sportschütze Oliver Geissmann als Fahnenträger auserkoren.

Speziell für die Eröffnungsfeier erstellte Flagge für die Athleten Nord- und Südkoreas

Die Athleten Nord- und Südkoreas traten bei der Zeremonie hinter einer speziell für dieses Ereignis erstellten Flagge als gemeinsames Team auf, bei den Wettkämpfen jedoch stellten die beiden Länder weiterhin getrennte Mannschaften; vier Athleten aus Osttimor nahmen unter der olympischen Flagge an den Spielen teil.
Vanessa Amorosi sang während der Eröffnungsfeier ihren Song Absolutely Everybody und Heroes Live Forever.
Offiziell eröffnet wurden die Spiele durch William Patrick Deane. Letzte Fackelträgerin war die australische Leichtathletin Cathy Freeman. Den olympischen Eid sprachen die australische Hockeyspielerin Rechelle Hawkes und der australische Schwimmsport-Kampfrichter Peter Kerr.

### Schlussfeier
- Bei der Abschlussfeier trat Kylie Minogue auf und sang nicht nur ihren australischen Nr. 1–Hit On A Night Like This, sondern auch den ABBA-Klassiker Dancing Queen.
- Des Weiteren spielten Midnight Oil das Lied Beds Are Burning, das für diesen Anlass in The Time Has Come umbenannt wurde, und forderten zur Entschuldigung gegenüber den Aborigines auf.
- Auch Men At Work traten auf und spielten das Lied Down Under.
- Slim Dusty trat zum Abschluss auf und sang das bekannte australische Volkslied Waltzing Matilda. Er begleitete sich selbst an der Gitarre.
- Die olympische Flagge wurde von Frank Sartor, dem Bürgermeister von Sydney, an Dimitris L. Avammopoulos, den Bürgermeister von Athen, übergeben.

## Wettbewerbe

### Badminton
Nach 1992 und 1996 war Badminton das dritte Mal eine olympische Disziplin. In Sydney gingen 172 Athleten aus 28 Ländern an den Start. Die Wettbewerbe wurden von Sportlern der Volksrepublik China dominiert. Vier von fünf Goldmedaillen gingen an die Athleten aus dem Reich der Mitte. Insgesamt gewannen die chinesischen Athleten acht Medaillen.
Nachdem der US-Amerikaner Kevin Han in der ersten Runde des Einzelturniers der Männer siegte, gratulierte ihm Chelsea Clinton, die Tochter des US-Präsidenten, da es erst der zweite Sieg eines Amerikaners in einem olympischen Badmintonturnier überhaupt war. Auf dem Weg zur Goldmedaille bezwang der Chinese Ji Xinpeng den Weltranglistenersten Taufik Hidayat aus Indonesien. Im Finale gewann er gegen den Indonesier Hendrawan mit 15:4 und 15:13 in zwei Sätzen. Das Spiel um die Bronzemedaille gewann der ebenfalls aus China stammende Xia Xuanze gegen Peter Gade aus Dänemark. Im Männer-Doppel ging die Bronzemedaille an eines der südkoreanischen Doppel. Das Finale fand zwischen den Indonesiern Candra Wijaya und Tony Gunawan und den Südkoreanern Lee Dong-soo und Yoo Yong-sung statt. Das indonesische Doppel gewann die Goldmedaille in drei Sätzen mit 15:10, 9:15 und 15:7.
Im Mixed-Turnier gewannen die Chinesen Zhang Jun und Gao Ling die Goldmedaille. Den ersten Satz im Finale verloren die Chinesen mit 1:15 an das favorisierte Doppel aus Indonesien. Den zweiten Satz konnten sie jedoch mit 15:13 für sich entscheiden. Den entscheidenden dritten Satz gewannen sie ebenfalls, diesmal 15:11. Bronze gewann das britische Mixed-Doppel aus Simon Archer und Joanne Goode, sie besiegten das Doppel aus Dänemark. Es war die erste Olympiamedaille für Großbritannien im Badminton.
Eine weitere Medaille konnte die Dänin Camilla Martin im Frauen-Einzel nach Europa holen. Die amtierende Weltmeisterin unterlag im Finale der Chinesin Gong Zhichao in zwei Sätzen. Die Bronzemedaille ging ebenfalls in die Volksrepublik China. Die Dominanz der Chinesinnen wurde besonders im Doppelwettbewerb der Frauen deutlich. Alle drei Medaillen wurden von Teams der Volksrepublik China gewonnen.
Insgesamt konnten die Europäer nicht mit den dominierenden Asiaten mithalten. Schon mit drei neunten Plätzen war der deutsche Verband zufrieden, da seine Athleten im internationalen Vergleich nicht mithalten konnten.

### Baseball
Baseball war nach 1992 und 1996 zum dritten Mal Bestandteil des olympischen Programms. In Sydney trat eine bedeutende Regeländerung in Kraft, die erlaubte, dass Profis in den Olympiamannschaften aufgeboten wurden. Die USA verzichteten jedoch auf diese Möglichkeit. Ihr von dem erfahrenen Coach Tommy Lasorda, der die Los Angeles Dodgers lange Zeit gemanagt hatte, trainiertes Team bestand aus noch unbekannten College-Baseballern. Lasorda hatte fast alles erreicht, was dieser Sport zu bieten hatte, bis auf die Teilnahme an Olympischen Spielen mit dem US-amerikanischen Team.
Acht Teams hatten sich für das olympische Baseballturnier qualifizieren können. Favorisiert waren die Kubaner, die bei den Sommerspielen 1992 in Barcelona und den Sommerspielen 1996 in Atlanta jeweils Gold gewonnen hatten. Die kubanische Mannschaft konnte diese Olympiasiege jedoch nicht wiederholen. Noch in der Vorrunde besiegte sie die USA mit 6:1, im Finale unterlag sie den USA aber mit 0:4. Die Bronzemedaille gewann Südkorea im Spiel um Platz drei gegen Japan.
Trotz der insgesamt 250.000 Besucher, die das Baseballturnier verfolgten, wurde die Frage nach dem Verbleib der Wettbewerbe im olympischen Programm gestellt. Ein Argument der Baseball-Gegner war, dass in Anbetracht des 2200 Seiten starken Regelwerkes Baseball nur für mit der Sportart vertraute Zuschauer interessant und zu verstehen wäre.

### Basketball
Die beiden Goldmedaillen im Basketball gingen an die Mannschaften aus den USA. Für die Männer war es das zwölfte Gold im vierzehnten olympischen Turnier, für die Frauen der vierte Sieg im siebten. Dabei deutete sich jedoch im Turnier der Männer ein Ende der Dominanz des US-Teams an.
Am Basketballturnier der Frauen nahmen Mannschaften aus zwölf Nationen teil. Fünf von ihnen – Polen, Senegal, Slowakei, Frankreich und Neuseeland – nahmen das erste Mal an einem olympischen Basketballturnier teil. Neben den favorisierten US-Amerikanerinnen, den amtierenden Weltmeisterinnen und Gewinnerinnen der Goldmedaillen der drei vorangegangenen Olympischen Sommerspiele, erreichte die australische Mannschaft, welche die Gruppenphase ohne Niederlage überstand, das Finale. Die Gastgeberinnen unterlagen im Finale mit 54 zu 76 Punkten. Es war die vierte Goldmedaille für die US-Amerikanerin Teresa Edwards, die in 20 Jahren an fünf Olympischen Spielen teilnahm. Im Spiel um Platz drei gewann Brasilien mit 84:73 gegen Korea. Der Spielstand nach der regulären Spielzeit war 65:65, so dass die Entscheidung erst in der Verlängerung fiel.
Am Männerturnier nahmen ebenfalls zwölf Mannschaften teil. Neuseeland war die einzige Mannschaft, die zum ersten Mal an einem olympischen Turnier teilnahm. Die US-Amerikaner gewannen das Finale gegen Frankreich mit 85 zu 75 Punkten. Dabei standen sie im Halbfinale gegen das Team aus Litauen, das im kleinen Finale gegen Australien Bronze gewann, am Rande einer Niederlage. Die Litauer führten lange und ließen sich den Sieg am Ende nur aufgrund ihrer Nervosität nehmen. Die Mannschaft der USA reichte nicht an die Leistungen der Dream Teams von 1992 und 1996 heran, die ihre Spiele mit mindestens 22 Punkten, oft aber mit mehr als 40 Punkten Vorsprung gewannen. Bei diesen Olympischen Spielen wackelte sie, vier Jahre später, bei den Olympischen Sommerspielen 2004 in Athen gewannen die US-Amerikaner nur noch die Bronzemedaille.

### Bogenschießen
In den Wettbewerben des Bogenschießens traten 62 Männer aus 32 Ländern und 66 Frauen aus 34 Ländern an. In drei der vier Wettbewerbe des Bogenschießens gewannen Südkoreaner Gold. Ihre Dominanz erklärt sich vor allem mit dem Stellenwert dieser Sportart in Südkorea, wo sie sogar in der Schule unterrichtet wird.
Am ersten Tag der Wettbewerbe wurde die Rangfolge für die erste Runde festgelegt. Die Athleten schossen dabei jeweils 72 Pfeile. Im Einzel der Frauen gewann die 17 Jahre alte Schülerin Yun Mi-jin aus Südkorea die Goldmedaille. Die Silber- und Bronzemedaille gewannen ebenfalls Südkoreanerinnen. Im Halbfinale waren sogar vier Koreanerinnen vertreten, da die einzige Nordkoreanerin im Wettbewerb, Choe Ok-sil, welche die Nummer 144 der Weltrangliste war, überraschend die Ausscheidungsrunden überstand. Im Gegensatz zum Wettbewerb der Frauen gewannen die Männer Südkoreas im Einzel keine Medaille. Nicht ein einziger der favorisierten Südkoreaner konnte sich für das Halbfinale qualifizieren. Gold konnte sich der Australier Simon Fairweather sichern, vor Vic Wunderle aus den USA und Wietse van Alten aus den Niederlanden. In der ersten Runde gelang es dem Deutschen Christian Stubbe die Nummer zwei der Weltrangliste, den Franzosen Lionel Torres, zu besiegen.
In den Mannschaftswettbewerben starteten insgesamt 26 Mannschaften, 14 bei den Männern, zwölf bei den Frauen. Die Goldmedaille im Mannschaftswettbewerb der Frauen ging ebenfalls an die Südkoreanerinnen. Sie wurden damit zum vierten Mal seit der Aufnahme dieses Wettbewerbes in das olympische Programm zu den Olympischen Sommerspielen 1988 in Seoul Olympiasiegerinnen. Hinter ihnen konnte sich die Ukraine auf dem Silberrang platzieren. Die Deutschen Barbara Mensing, Sandra Sachse und Cornelia Pfohl gewannen Bronze. Im Duell um Platz drei bezwangen sie die Türkei mit 240 zu 234 Ringen. Im Halbfinale unterlagen sie Südkorea mit 238 zu 251 Ringen. Im Mannschaftswettbewerb der Männer startete keine deutsche Mannschaft. Hier wurden die südkoreanischen Männer ihrer Favoritenrolle gerecht und gewannen Gold. Sie setzten sich im Finale gegen Italien durch. Im kleinen Finale der USA gegen Russland gab es nach der regulären Anzahl von geschossenen Pfeilen einen Gleichstand. Der Sieg wurde in einer Extrarunde ausgespielt, welche die USA mit 29:26 gewann.

### Boxen
Kuba war mit vier Goldmedaillen die erfolgreichste Nation im Boxen gefolgt von Russland und Kasachstan mit jeweils zwei Olympiasiegen. Zum dritten Mal Gold in Folge gewann der Kubaner Félix Savón im Schwergewicht. Im Halbfinale setzte er sich gegen den Deutschen Sebastian Köber durch, der mit Bronze die einzige Medaille für Deutschland im Boxen gewinnen konnte. Im Weltergewicht belegte der deutsche Teilnehmer Steven Küchler den fünften Rang. In den anderen Klassen nahmen keine Deutschen teil oder verloren in den ersten Runden.

### Fechten
In den Wettbewerben des Fechtens, die in Sydney ausgetragen wurden, kündigte sich ein Umbruch an. Neben den dominierenden Europäern konnte diesmal auch ein Koreaner eine Goldmedaille erringen. Neben den erfolgreichsten Fechtnationen, zu denen Italien und Russland mit jeweils zwei Goldmedaillen zählten, meldeten sich auch die deutschen Fechterinnen und Fechter an der Weltspitze zurück, nachdem sie bei den Olympischen Sommerspielen 1996 in Atlanta nur eine Bronzemedaille gewonnen hatten. An den zehn Wettbewerben – sechs für Männer und vier für Frauen – nahmen 78 Fechterinnen und 122 Fechter teil.
Mit dem Degen gab es für Männer und Frauen jeweils einen Einzelwettbewerb und einen Mannschaftswettbewerb. Im Männer-Einzel gewann der zweite der Weltrangliste, der Russe Pawel Kolobkow, die Goldmedaille. Im Finale siegte er über den Franzosen Hugues Obry mit 15:12. Lee Sang-ki aus Südkorea gewann die Bronzemedaille. Es war die erste Medaille im Fechten für Südkorea in der olympischen Geschichte. Im kleinen Finale schlug er den Schweizer Marcel Fischer. Für den Mannschaftswettbewerb der Männer waren elf Teams qualifiziert. Das Finale bestritten Frankreich und Italien. Olympiasieger wurde Italien, nachdem sich das Gefecht erst im Stechen entschied. Die Bronzemedaille gewannen die Kubaner mit einem Sieg über Südkorea. Im Einzel der Frauen gewann überraschend die an Platz 13 gesetzte Ungarin Tímea Nagy das Finale gegen die Schweizerin Gianna Hablützel-Bürki. Auf dem Weg ins Finale bezwang die Ungarin die Doppel-Olympiasiegerin von Atlanta 1996 Laura Flessel-Colovic aus Frankreich im Halbfinale. Die Französin gewann im kleinen Finale die Bronzemedaille. Im Mannschaftswettbewerb der Frauen gewannen die Russinnen die Goldmedaille im Finale mit 45:35 gegen die Mannschaft aus der Schweiz. Zur Mannschaft der Schweiz gehörte dabei auch die erst 15 Jahre alte Sophie Lamon, welche die jüngste Athletin im Feld war. Bronze gewannen die Chinesinnen.
40 Athleten starteten im Floretteinzel. Im Finale setzte sich der Südkoreaner Kim Young-ho gegen den Deutschen Ralf Bißdorf mit 15:14 durch und gewann Gold. Die Silbermedaille Bißdorfs war die erste Medaille im Florettfechten für einen Deutschen seit 1988. Im Gefecht um Platz drei gewann der Russe Dmitri Schewtschenko Bronze gegen Jean-Noël Ferrari aus Frankreich. Die Goldmedaille von Kim war die erste für Südkorea in der Sportart Fechten innerhalb von 50 Jahren. Im Florett-Mannschaftswettbewerb konnten sich die Chinesen mit einem 45:30-Sieg im Viertelfinale gegen Russland durchsetzen. Im Halbfinale besiegte die chinesische Mannschaft dann Italien mit 45:32 und zog in das Finale ein. Dort traf sie auf Frankreich. Die Chinesen verloren knapp mit 44:45 Punkten und gewannen damit die Silbermedaille. Gold ging an die Franzosen Jean-Noël Ferrari, Brice Guyart, Patrice Lhôtellier und Lionel Plumenail. Im Gefecht um Bronze siegte Italien gegen Polen. Den Einzelwettbewerb der Frauen mit dem Florett gewann die Italienerin Valentina Vezzali. Im Finale bezwang sie die Deutsche Rita König. Deren Silbermedaille war die erste Einzelmedaille der deutschen Frauen im Florett seit 1988. Die Bronzemedaille ging ebenfalls an eine italienische Fechterin. Im Mannschaftswettbewerb der Frauen verlor die deutsche Mannschaft das Halbfinale gegen Polen mit 34:45. Im Finale unterlagen die Polinnen aber der italienischen Mannschaft. Das Mannschaftsgold bedeutete die zweite Goldmedaille für Valentina Vezzali. Die deutsche Mannschaft aus Sabine Bau, Rita König, Gesine Schiel und Monika Weber gewann die Bronzemedaille mit einem 45:42 gegen die USA.
Im Säbelfechten gab es nur einen Einzel- und einen Teamwettbewerb für die Männer. Das Einzel gewann der Rumäne Mihai Covaliu mit 15:12 im Finale gegen Matthieu Gourdain aus Frankreich. Die Bronzemedaille, die Wiradech Kothny gewann, war die erste deutsche Einzelmedaille im Säbelfechten seit 94 Jahren. Der Säbel-Mannschaftswettbewerb war der letzte Fechtwettbewerb der Olympischen Sommerspiele 2000. Die Finalisten waren die russische und die französische Mannschaft. Olympiasieger wurden die Russen mit 45:32 Punkten. Mit 45:27 Punkten gewann das deutsche Team die Bronzemedaille. Dennis Bauer, Wiradech Kothny, Eero Lehmann und Alexander Weber besiegten im kleinen Finale die Mannschaft aus Rumänien.

### Fußball
In Sydney wurden zwei Fußballturniere, eins für Männer und eins für Frauen, ausgetragen. Das Männerturnier feierte sein 100-jähriges Jubiläum als olympische Sportart. Das erste olympische Fußballturnier wurde bei den Olympischen Sommerspielen 1900 in Paris ausgetragen. Das Frauenturnier wurde in Sydney erst zum zweiten Mal ausgetragen, nachdem es 1996 in das olympische Programm aufgenommen worden war. Insgesamt verzeichneten die Fußballturniere, die schon vor der offiziellen Eröffnung begannen, mehr als eine Million Zuschauer. Fußball war weiterhin die einzige Sportart, die auch weit außerhalb Sydneys ausgetragen wurde. Es nahmen 16 Männer- und acht Frauenmannschaften teil.
Das Eröffnungsspiel des Männerturniers bestritten das Gastgeberland Australien und Italien vor über 90.000 Zuschauern in Melbourne. Die Australier konnten lange das 0:0 halten, bis Andrea Pirlo in der 81. Minute das Siegtor für die Italiener schoss. Mit zwei weiteren Niederlagen in der Vorrunde verpassten die Australier die Qualifikation für die Viertelfinals. Im Viertelfinale verloren die amtierenden Olympiasieger von Atlanta aus Nigeria mit 1:4 gegen Chile. Die Südamerikaner galten zu dem Zeitpunkt als Turnierfavorit. Im zweiten südamerikanisch-afrikanischen Viertelfinale Brasilien gegen Kamerun unterlagen die Brasilianer. Bis zur 89. Minute führte die Mannschaft aus Kamerun mit 1:0, als Ronaldinho per Elfmeter ausglich. In der 113. Minute der Nachspielzeit erzielte Kamerun das Golden Goal und zog somit in das Halbfinale ein. Dort setzten die Kameruner sich mit 2:1 gegen Chile durch und zogen in das Finale ein. Im zweiten Halbfinale unterlagen die USA mit 1:3 Spanien. Das Finale war besonders spannend. Es gab einen verschossenen Elfmeter, zwei Platzverweise und vier Tore. In der ersten Halbzeit konnten die Spanier zwei Tore erzielen, nach der Pause schossen sie ein Eigentor und der Kameruner Samuel Eto’o glich aus. Das Spiel entschied sich erst im Elfmeterschießen, aus dem Kamerun als Olympiasieger hervorging. Im kleinen Finale gegen die USA gewann Chile die Bronzemedaille. Der Torschützenkönig war der Chilene Iván Zamorano, der insgesamt sechs Tore erzielte.
Im Frauenturnier dominierte die deutsche Nationalmannschaft ihre Gruppe mit drei Siegen und qualifizierte sich zusammen mit den zweitplatzierten Brasilianerinnen für die Halbfinals. In der zweiten Gruppe qualifizierten sich die USA vor Norwegen für die Halbfinals. Im Halbfinale verloren die Deutschen mit 0:1 gegen die Norwegerinnen, wegen eines von Tina Wunderlich geschossenen Eigentores. Die USA besiegten Brasilien ebenfalls mit 1:0. So wiederholten sich im Finale und im Spiel um Platz drei Partien der Gruppenphase. Bronze gewannen die Deutschen nach einem 2:0-Sieg im kleinen Finale über Brasilien. Es war die einzige deutsche Mannschaftsmedaille bei den Olympischen Sommerspielen in Sydney. Außerdem war es die erste deutsche Medaille im Fußball seit der Bronzemedaille der deutschen Fußballnationalmannschaft mit Thomas Häßler und Jürgen Klinsmann 1988 in Seoul. Das Finale gegen die USA entschieden die Norwegerinnen mit 3:2 für sich. Nach der regulären Spielzeit stand es 2:2, erst in der elften Minute der Verlängerung fiel die Entscheidung mit einem Golden Goal von Dagny Mellgren.

### Handball
Am Handballturnier der Frauen nahmen zehn Mannschaften teil. Qualifiziert waren das Gastgeberland und die ersten fünf Mannschaften der letzten Weltmeisterschaft. Daneben konnte sich jeweils eine weitere Mannschaft der vier Kontinentalverbände für das olympische Turnier qualifizieren. Als Gruppenerste qualifizierten sich Korea und Norwegen für die Halbfinals. Dort unterlagen die Norwegerinnen, die amtierenden Welt- und Europameisterinnen, mit 23:28 der Mannschaft aus Ungarn. Diese zog in das Finale gegen Dänemark ein. Nach der ersten Hälfte führten die Ungarinnen 16:14 und fünfzehn Minuten vor Spielende sogar mit 23:17, wofür besonders Bojana Radulovics Verantwortung trug. Nach einer Spielunterbrechung durch die dänische Mannschaft konnte diese das Spiel drehen und besiegte Ungarn mit 31:27. Das Spiel um Bronze ging knapper aus. Die Norwegerinnen gewannen mit 22:21. Erst in der letzten Minute gelang es Mia Hundvin den entscheidenden Treffer zu erzielen. Mit Gold und Bronze dominierten die Skandinavierinnen das Turnier.
Für das Männerturnier waren das Gastgeberland Australien und die Mannschaften, welche bei der WM von 1999 die ersten sieben Plätze belegten, von vorneherein qualifiziert. Daneben konnte sich jeweils ein weiteres Team der Kontinentalverbände für Afrika, Asien, Amerika und Europa qualifizieren. So nahmen insgesamt 12 Mannschaften am Turnier teil. Schon vor dem Start der Olympischen Spiele ordnete der Nationaltrainer Ägyptens, Zoran Zivkovio, die Schweden als Favoriten ein, da sie als amtierende Weltmeister seit zwei Jahren ungeschlagen waren und 1992 in Barcelona im Finale Russland unterlagen, und 1996 in Atlanta Kroatien. Entsprechend dieser Erwartung gewann die schwedische Mannschaft jedes ihrer Vorrundenspiele. Im Finale trafen die Schweden auf die russische Mannschaft und unterlagen mit 26:28. Damit gewann Schweden zum dritten Mal in Folge olympisches Silber. Der Russe Alexander Tuchkin erzielte sieben Treffer und der Kapitän und Torwart, Andrei Lawrow, hielt 17 Würfe. Für ihn bedeutete der Sieg den Gewinn seiner dritten olympischen Goldmedaille nach 1988 und 1992. Im Spiel um Bronze gewann Spanien mit 26:22 über die jugoslawische Mannschaft. Erfolgreichste Werfer für Spanien waren die Flügelspieler Rafael Guijosa und Antonio Carlos Ortega mit sechs beziehungsweise sieben Treffern. Die deutsche Mannschaft belegte nur den fünften Platz, nachdem sie als einer der Favoriten auf den Sieg gehandelt wurden. In der Vorrunde gewann sie erst gegen die starken Nationen Jugoslawien und Russland, verlor dann aber gegen Ägypten und Spanien.

### Hockey
Zehn Mannschaften nahmen am Turnier der Damen teil. Sie starteten in zwei Fünfergruppen, aus denen sich jeweils die ersten drei für die Medaillengruppe qualifizieren konnten. Im Eröffnungsspiel besiegten die Argentinierinnen die Mannschaft aus Südkorea mit 3:2. Für die Runde der letzten sechs konnten sich die Mannschaften aus Neuseeland, China, Spanien, Argentinien, den Niederlanden und Australien qualifizieren. Die ersten beiden dieser Gruppe spielten das Finale, der Dritte und Vierte um Platz drei. Die Mannschaft um Rechelle Hawkes, die den olympischen Eid gesprochen hatte, holte die Goldmedaille. Die Australierinnen gewannen im Finale gegen Argentinien mit 3:1. Es war der dritte australische Sieg bei der fünften Austragung dieser Disziplin. Bronze ging an das niederländische Team, das im kleinen Finale mit 2:0 gegen Spanien gewann. Die deutschen Damen, die zu den Favoriten gezählt wurden, belegten am Ende den siebten Rang.
Bei den Herren gab es zwölf Teilnehmer, die zunächst in zwei Sechsergruppen spielten. Der Erste und der Zweite einer Gruppe qualifizierten sich für das Halbfinale. Im ersten Spiel des Turniers schlugen die Niederlande Großbritannien mit 4:2. Die deutschen Herren verloren ihr letztes Spiel mit 1:2 gegen Großbritannien und so verpasste das zu den Favoriten gezählte deutsche Herrenteam das Halbfinale. Die Australier beendeten die Gruppenphase als Tabellenführer der Gruppe B, unterlagen jedoch im Halbfinale den Niederlanden. Nach den 70 Minuten der regulären Spielzeit und einer fünfzehnminütigen Verlängerung stand kein Gewinner des Spiels fest, so dass es zum Siebenmeterschießen kam. Das gewannen die Niederländer mit 5:4, da ihr Mann im Tor, Ronald Jansen, den letzten Schlenzer des Australiers Brent Livermore hielt. Im zweiten Halbfinale setzte sich die Mannschaft aus Korea gegen Pakistan durch. Das Finale gegen Korea gewann die niederländische Mannschaft erneut im Siebenmeterschießen, Bronze gewannen die Australier, die die Pakistaner mit 6:3 schlugen.

### Judo
In den Judowettbewerben der Männer gewannen in drei von sieben Gewichtsklassen japanische Judoka Gold. Daneben waren mit jeweils einem französischen, einem italienischen, einem niederländischen und einem türkischen nur europäische Athleten erfolgreich.
Bei den Frauen konnten in den sieben Klassen Kuba und China jeweils zwei Goldmedaillen gewinnen.
Die einzige Medaille im Judo für Deutschland gewann Anna-Maria Gradante, die Bronze in der Klasse Superleichtgewicht (bis 48 kg) errang. Sie sollte eigentlich nicht an den Olympischen Spielen teilnehmen, weil sie bei einem Turnier im Vorfeld nicht das richtige Gewicht brachte. Die deutschen Männer mussten das erste Mal seit 1964 ohne eine Medaille im Gepäck nach Hause fahren. Vier deutsche Judoka scheiterten in der ersten Runde an wenig bekannten Sportlern.

### Kanu
Insgesamt wurden 16 Kanusportwettbewerbe ausgetragen, zwölf für Männer und vier für Frauen. Die zwölf Kanurennsportwettbewerbe fanden auf der Regattastrecke von Penrith statt, die vier Kanuslalomwettbewerbe im Penrith Whitewater Stadium. Am erfolgreichsten waren die Kanuten aus Ungarn und Deutschland, die jeweils vier Goldmedaillen erzielen konnten. Die Wettkämpfe mussten wegen Sturm mehrfach verschoben werden, die letzten Finalrennen konnten erst kurz vor der Schlussfeier ausgetragen werden.

### Leichtathletik
Die Leichtathletikwettbewerbe erstreckten sich über zehn Tage und beinhalteten 46 Entscheidungen, 24 für Männer und 22 für Frauen. Sie wurden im Stadium Australia ausgetragen. Insgesamt wurden in der Leichtathletik 1,6 Millionen Zuschauer verzeichnet. Der Zuschauerrekord lag bei 112.524 am Abend des 400-Meter-Rennens der Frauen, das die Australierin Cathy Freeman gewann.
Zum Auftakt der Leichtathletikwettbewerbe stand traditionsgemäß der Sprint über die 100-Meter-Distanz im Mittelpunkt. Favorit bei den Männern war Maurice Greene, der die Saisonbestleistung mit einer Zeit von 9,86 Sekunden hielt. Schon im Vorlauf schied der Olympiasieger von 1996 Donovan Bailey aus. Im Finale erwischte Ato Boldon aus Trinidad und Tobago den besten Start, wurde jedoch von Greene überholt, und gewann damit Silber. Bronze gewann Obadele Thompson aus Barbados.

### Moderner Fünfkampf
Der Moderne Fünfkampf, der auf Pierre de Coubertin zurückgeht, gehörte seit den Olympischen Sommerspielen 1912 in Stockholm zum olympischen Programm. 1998 wurde vom IOC die Austragung des Frauenwettbewerbes in Sydney erlaubt. Wie schon bei den vorherigen Olympischen Spielen von Atlanta wurde der Moderne Fünfkampf, der ursprünglich Mal ein fünftägiger Wettbewerb war, an nur einem Tag ausgetragen, wobei Athleten und Zuschauer zu drei verschiedenen Wettkampfstätten mussten. Die zu absolvierenden Disziplinen waren Pistolenschießen, Degenfechten, Schwimmen, Springreiten und zum Abschluss ein Crosslauf. Insgesamt starteten in Sydney 48 Sportler, 24 Frauen und 24 Männer. Damit war der Moderne Fünfkampf die olympische Disziplin mit den wenigsten Teilnehmern.
In der ersten Disziplin, dem Luftpistolenschießen, ging der Belarusse Pawal Douhal mit 1168 Punkten in Führung. Hinter ihm platzierte sich Nicolae Papuc aus Rumänien. Der Favorit, Gábor Balogh aus Ungarn, erreichte nur den sechsten Rang. Für die zweite Disziplin, das Fechten, bereiteten sich die Sportler selbst vor. Jeder Athlet musste gegen jeden anderen Athleten ein einminütiges Gefecht bestreiten. Der favorisierte Ungar konnte sich auf den dritten Platz vorschieben. Mit 1000 Punkten im Fechten übernahm der Franzose Olivier Clergeau die Führung. Nach dem Fechten wurde der Moderne Fünfkampf im Aquatic Centre mit den 200 Metern Freistil fortgesetzt. Der Deutsche Eric Walther stellte mit einer Zeit von 2:00,71 Minuten einen neuen olympischen Rekord für diese Teildisziplin auf. Die vierte Disziplin des Modernen Fünfkampfes war das Springreiten. Die Athleten starteten nicht mit ihren eigenen Pferden, sondern bekamen eins aus einem Pool zugelost und hatten im Vorfeld nur 20 Minuten Gewöhnungszeit. Am besten absolvierte der Russe Dmitri Swatkowski den Parcours und startete damit vor dem letzten Wettbewerb die Aufholjagd auf den führenden Franzosen zu dem der Amerikaner Velizar Iliev aufgeschlossen hatte. Die Startreihenfolge des abschließenden Crosslaufes über 3000 Meter ergab sich aus den vorangegangenen Platzierungen. Als erstes gingen die beiden Führenden ins Rennen, die Startabstände der folgenden Athleten ergaben sich aus dem erzielten Punktewert. Die beiden Führenden konnten ihre Position nicht verteidigen und kamen als Achter und Neunter ins Ziel. Olympiasieger wurde Dmitri Swatkowski vor Gábor Balogh und Pawal Douhal.
Auch der Wettbewerb der Frauen entschied sich erst im abschließenden Crosslauf. Die Britin Stephanie Cook hatte 49 Sekunden Rückstand auf ihre Konkurrentin Emily deRiel aus den USA. Nach dem ersten Kilometer hatte sich Cook vom achten auf den dritten Rang verbessert. Auf dem zweiten Kilometer verkürzte sie den Rückstand auf sieben Sekunden. Stephanie Cook überholte dann auf dem letzten Kilometer ihre Mannschaftsgefährtin Kate Allenby und deRiel und gewann damit die erste olympische Goldmedaille im Modernen Fünfkampf der Frauen. Damit gewann Cook erneut eine Aufholjagd auf die US-Amerikanerin, wie schon bei den vorangegangenen Weltmeisterschaften. Emily deRiel gewann die Silbermedaille vor der zweiten Britin Allenby, die somit Bronze errang.

### Radsport
Die Straßenrennen der Olympischen Spiele von Sydney fanden im und um den Centennial Park im Osten Sydneys statt. Die Strecke war eine 17,1 Kilometer lange Runde, die je nach Rennen unterschiedlich oft absolviert werden musste.
Am ersten Tag der Wettbewerbe im Straßenradfahren wurde das Straßenrennen der Frauen ausgetragen. Es gingen insgesamt 57 Athletinnen an den Start. Das Rennen entschied sich erst im Massensprint. Nach 119,7 Kilometern überquerte Leontien Zijlaard-van Moorsel als erste die Ziellinie und gewann die Goldmedaille. Dahinter wurde Hanka Kupfernagel Zweite und belegte somit den Silberrang. Bronze sicherte sich Diana Žiliūtė. Im Einzelzeitfahren war Zijlaard-van Moorsel ein zweites Mal erfolgreich. Silber ging an Mari Holden aus den USA. Zu Beginn der Spätphase ihrer langen Karriere gewann die 41 Jahre alte Jeannie Longo bei ihrer fünften Olympiateilnahme die Bronzemedaille.
Das Straßenrennen der Männer war 239,4 Kilometer lang, was bedeutete, dass die 154 Athleten den Rundkurs 14-mal absolvieren mussten. Das Rennen war lange Zeit offen, bis etwa 25 Kilometer vorm Ziel die Vorentscheidung durch einen Angriff von Jan Ullrich herbeigeführt wurde. Andreas Klöden und Alexander Winokurow konnten noch aufschließen, was den Italienern Michele Bartoli und Paolo Bettini an der Spitze des Feldes nicht mehr gelang. Die beiden Deutschen Ullrich und Klöden, sowie der aus Kasachstan stammende Winokurow fuhren damals alle im Radsportteam T-Mobile-Team, dies sprach auch für ihre Zusammenarbeit. Nach 5:29:08 Stunden kam Jan Ullrich als erster ins Ziel und gewann Gold. Die Silbermedaille gewann Alexander Winokurow, Bronze ging an Andreas Klöden. Das Einzelzeitfahren der Männer war 46,8 Kilometer lang, so dass drei Runden gefahren werden mussten. Das Rennen wurde zum Duell zwischen Jan Ullrich und Lance Armstrong hochstilisiert, am Ende konnte jedoch keiner der beiden die Goldmedaille gewinnen. Sieger wurde der Russe Wjatscheslaw Jekimow in 57:40 Minuten. Acht Sekunden dahinter gewann Ullrich Silber, 26 Sekunden später erreichte Armstrong als Dritter das Ziel. Im Januar 2013 wurde Armstrong die Bronzemedaille wegen Dopings aberkannt. Die aberkannte Bronzemedaille wurde bisher nicht neu vergeben.
Die Wettbewerbe im Bahnradsport fanden im Dunc Gray Velodrome statt. Es gab acht Männer- und vier Frauenwettbewerbe. Die erste Entscheidung im Bahnradfahren war das Zeitfahren über 1000 Meter der Männer. Der aus Frankreich stammende Weltmeister Arnaud Tournant war der letzte Starter und erreichte den fünften Platz. Olympiasieger über diese Strecke wurde Jason Queally aus Großbritannien. Hinter ihm erreichte der Deutsche Stefan Nimke Silber, Bronze gewann Shane Kelly aus Australien. Die 4000-Meter-Mannschaftsverfolgung gewannen die Deutschen Guido Fulst, Robert Bartko, Daniel Becke und Jens Lehmann vor der Mannschaft aus der Ukraine. Im kleinen Finale setzten sich die Briten durch und gewannen somit Bronze. Das Finale der 4000-Meter-Einerverfolgung war ein rein deutsches Duell zwischen Robert Bartko und Jens Lehmann, in dem sich Bartko durchsetzen konnte. Für beide waren es die zweiten Medaillen dieser Spiele. Bronze ging an den Australier Bradley McGee. Daneben gewann Jens Fiedler zwei Bronzemedaillen im Sprint und Keirin.
Das 500-Meter-Zeitfahren der Frauen hatte in Sydney das Debüt als olympische Disziplin. Erste Olympiasiegerin wurde die Französin Félicia Ballanger in 34,140 Sekunden, gefolgt von der Australierin Michelle Ferris und der Chinesin Jiang Cuihua. Da die Disziplin erstmals olympisch war, stellte die erste Fahrerin Daniela Larreal aus Venezuela den ersten olympischen Rekord über diese Strecke auf, der dann innerhalb des Wettbewerbes noch dreimal verbessert wurde. In der 3000-Meter-Einerverfolgung gewann Leontien Zijlaard-van Moorsel ihre dritte Goldmedaille bei den Olympischen Spielen von Sydney. Im Punktefahren belegte sie mit 16 Punkten außerdem den Silberrang hinter Antonella Bellutti aus Italien, die drei Punkte Vorsprung hatte.
In Sydney war Mountainbike zum zweiten Mal olympische Disziplin. Die Wettbewerbe fanden vor rund 30.000 Zuschauern statt. Am Samstag, dem 23. September 2000, fand das Rennen der Frauen statt, an dem 30 Athletinnen teilnahmen. Drei Teilnehmerinnen stiegen während des Rennens aus, so dass 27 Fahrerinnen das Ziel erreichten. Olympiasiegerin wurde Paola Pezzo aus Italien, welche die 35,7 Kilometer in 1:49:24,38 Stunden zurücklegte. Silber gewann die Schweizerin Barbara Blatter. Sie lag als amtierende Weltmeisterin lange in Führung, konnte aber gegen Ende des Rennens nicht mehr mithalten. Margarita Fullana aus Spanien belegte den Bronzerang. Am nächsten Tag fand das Rennen der Männer statt. Es gingen 49 Athleten an den Start. Der Schweizer Thomas Frischknecht führte in der Anfangsphase des Rennens mit großen Vorsprung, hatte jedoch am Ende nichts mit der Medaillenvergabe zu tun. Gold gewann der Franzose Miguel Martinez. Er brauchte für die 49,5 Kilometer 2:09:02,50 Stunden. Der Belgier Filip Meirhaeghe gewann Silber vor Christoph Sauser aus der Schweiz, der Bronze erhielt.

### Reiten
Die Wettbewerbe im Reiten fanden im Horsley Park statt. Disziplinen waren Vielseitigkeitsreiten, Dressurreiten und Springreiten.
Sowohl der Einzel-, als auch der Mannschaftswettbewerb im Vielseitigkeitsreiten bestanden aus der Dressur, dem Geländeritt und dem abschließenden Springen. Nach dem Dressurwettbewerb am ersten Tag, der vor 16.500 Zuschauern ausgetragen wurde, lag die Mannschaft des Gastgeberlandes Australien um den Reiter Andrew Hoy auf dem ersten Platz vor der Mannschaft aus Großbritannien. Am zweiten Tag des Vielseitigkeitsreitens stand der Geländeritt auf dem Programm. An der Strecke befanden sich rund 50.000 Zuschauer. Insgesamt mussten die Pferde und Reiter eine Strecke von 25 Kilometern zurücklegen. Die australische Mannschaft konnte ihre Führungsposition ohne Fehlerpunkte verteidigen, während der Brite Ian Stark an Hindernis zehn, dem Wasserhindernis, Fehlerpunkte erhielt. Er trat zum abschließenden Springen am dritten Tag des Wettkampfes nicht mehr an. Die Australier machten dabei ihre dritte olympische Goldmedaille bei den dritten Olympischen Spielen nacheinander perfekt. 14,2 Fehlerpunkte dahinter platzierte sich das Team aus Großbritannien und gewann damit Silber vor der Mannschaft aus den USA. Mit 76 Fehlerpunkten Rückstand auf den dritten Platz belegte die deutsche Mannschaft aus Marina Köhncke, Nele Hagener, Andreas Dibowski und Ingrid Klimke den vierten Rang. Bis zu den Olympischen Sommerspielen 1996 wurde der Einzelwettbewerb im Vielseitigkeitsreiten separat ausgetragen. Seit den Spielen von Atlanta war er in den Mannschaftswettbewerb integriert. Mit insgesamt 34 Strafpunkten wurde David O’Connor aus den USA Olympiasieger. Silber gewann Andrew Hoy aus Australien und Bronze ging an den Neuseeländer Mark Todd.
Das Dressurreiten bestand aus drei Teilwettbewerben. Die besten 25 des Grand Prix qualifizierten sich für den Grand Prix Special. Die 15 bestplatzierten starteten dann noch einmal im Grand Prix Freestyle, in dem die Entscheidung über die Medaillen fiel. Isabell Werth auf Gigolo belegte nach dem Grand Prix mit 1908 Punkten und 76,32 Prozent den ersten Rang vor der Niederländerin Anky van Grunsven auf Bonfire, die 1875 Punkte und 75 Prozent erzielte. Diese Verteilung der Plätze kehrte sich im Grand Prix Special um. Daran änderte sich auch in der abschließenden Grand Prix Kür nichts mehr, so dass Anky van Grunsven Olympiasiegerin vor der Silbermedaillengewinnerin Isabell Werth wurde. Bronze gewann die Deutsche Ulla Salzgeber mit Rusty. Sie überholte im Kürwettbewerb die ebenfalls aus Deutschland stammende Nadine Capellmann, welche den vierten Platz erreichte. Im Mannschaftswettbewerb kam es zum erwarteten knappen Duell zwischen Deutschland und den Niederlanden. Zum fünften Mal nacheinander wurde die deutsche Mannschaft Olympiasieger. Mit 59 Punkten Rückstand belegte die niederländische Mannschaft den Silberrang. Die USA gewannen mit über 400 Punkten Rückstand auf den zweiten Platz die Bronzemedaille.
Den Mannschaftswettbewerb im Springreiten gewann die deutsche Mannschaft bestehend aus Ludger Beerbaum auf Goldfever 3, Lars Nieberg auf Espirit FRH, Otto Becker auf Cento und Marcus Ehning auf For Pleasure mit insgesamt 15 Strafpunkten. Damit lagen sie vor der schweizerischen Mannschaft, die einen Fehlerpunkt mehr auf ihrem Konto hatte. Bronze gewann Brasilien nach einem Stechen gegen Frankreich, nachdem beide Mannschaften 24 Fehlerpunkte nach Abschluss des regulären Wettbewerbes hatten. Der Einzelwettbewerb der Springreiter war der letzte Wettbewerb im Reiten bei den Olympischen Spielen von Sydney. Nach der ersten Runde belegte der Brasilianer Rodrigo Pessoa den ersten Platz und es schien, als ob er die erste olympische Goldmedaille im Reiten für sein Land gewinnen würde. In der für die Medaillenverteilung entscheidenden zweiten Runde schied er jedoch aus. Nach der Finalrunde hatten die drei erstplatzierten Reiter mit vier Punkten dieselbe Anzahl von Strafpunkten, so dass ein Stechen die Entscheidung über die Medaillenvergabe brachte. Gold gewann der Niederländer Jeroen Dubbeldam auf De Sjiem ohne Fehler vor seinem Landsmann Albert Voorn auf Lando. Die Bronzemedaille gewann Chalid al-'Aid aus Saudi-Arabien.

### Schwimmen
Die Schwimmwettbewerbe fanden im Aquatic Centre statt. Insgesamt wurden 32 Wettbewerbe ausgetragen wie schon vier Jahre zuvor in Atlanta. 981 Athleten, von denen 410 Frauen waren, aus 150 Ländern nahmen an den Schwimmwettbewerben teil. In Sydney wurden erstmals Halbfinals in den Einzelwettbewerben über die Distanzen von 200 Meter oder kürzer geschwommen. Daneben wurde der Zeitraum, in dem die Wettbewerbe stattfanden, von sieben, um einen Tag, auf acht Tage verlängert.
Die dominierende Nation waren die USA mit 13 Goldmedaillen, gefolgt von Australien und den Niederlanden mit jeweils fünf Siegen. Die deutschen Schwimmer, die eine lange erfolgreiche Tradition im Schwimmen hatten, konnten nur drei Bronzemedaillen erreichen. Eine errang Stev Theloke über 100 Meter Rücken, die anderen beiden gewannen die 4-mal-100-Meter-Lagenstaffel der Männer und 4-mal-200-Meter-Freistilstaffel der Frauen mit Franziska van Almsick.
Zu den erfolgreichsten Schwimmern der Olympischen Spiele 2000 gehörte die Niederländerin Inge de Bruijn. Sie gewann die 50 und die 100 Meter Freistil und die 100 Meter Schmetterling. Außerdem erreichte sie mit der 4-mal-100-Meter-Freistilstaffel den Silberrang. Mit ihrer Medaillenausbeute belegte sie auch den ersten Rang der erfolgreichsten Athleten insgesamt bei diesen Spielen. Ihr Landsmann Pieter van den Hoogenband gewann Gold über 100 und 200 Meter Freistil. Daneben holte er über die 50 Meter Freistil und mit der 4-mal-200-Meter-Freistilstaffel Bronze. Besondere Begeisterung löste der erst 17-jährige Australier Ian Thorpe bei den Zuschauern aus. Er gewann die 400 Meter Freistil in 3:40,59 Minuten, was einen neuen Weltrekord bedeutete. Daneben gewann Ian Thorpe jeweils in Weltrekordzeit Goldmedaillen mit der 4-mal-100-Meter-Freistilstaffel und der 4-mal-200-Meter-Freistilstaffel. Über die 200 Meter Freistil gewann er außerdem Silber hinter Pieter van den Hoogenband.

#### Wasserball
Bei den Olympischen Spielen in Sydney gab es zum ersten Mal in der olympischen Geschichte zwei Wasserballturniere: eines der Männer und eines der Frauen. Frauenwasserball wurde zum ersten Mal 1978 bei den Schwimmweltmeisterschaften 1978 in Berlin als Demonstrationssportart ausgetragen. Danach bewarb sich die Disziplin fast 20 Jahre lang, um eine Aufnahme in das olympische Programm. Diese wurde jedoch immer wieder abgelehnt, zum Teil mit Verweis auf eine Athletenhöchstzahl. 1997 entschied sich das IOC, Frauenwasserball als olympische Disziplin anzuerkennen. Die Spiele um die Medaillen wurden im Aquatics Centre ausgetragen. Die anderen Partien fanden im Ryde Aquatic Leisure Centre statt.
Das erste Frauenturnier der olympischen Geschichte wurde nur von sechs Mannschaften bestritten. Es wurde mit dem Spiel Australien gegen Kasachstan am 16. September 2000 eröffnet. Die Australierinnen um ihre Torfrau Liz Weekes siegten deutlich mit 9:2 Treffern. Die erste Medaille wurde im Spiel um Platz drei zwischen Russland und den Niederlanden vergeben. Die Niederländerinnen unterlagen mit 3:4. Der entscheidende Treffer der Russinnen wurde erst 1:21 Minuten vor Spielende erzielt. Im Spiel um den Olympiasieg setzten sich die Australierinnen mit 4:3 vor 17.000 Zuschauern im ausverkauften Aquatic Centre gegen die USA durch.
Am Tag des Frauenfinals begann das Wasserballturnier der Männer. Teilnehmende Nationen waren Ungarn, Griechenland, die Slowakei, Italien, Spanien, Kroatien, die USA, Jugoslawien, Russland, die Niederlande, Kasachstan und Australien. Das Spiel um Platz drei wurde von den zwei ehemaligen Olympiasiegern Spanien und Jugoslawien bestritten. Die Spanier, welche in Atlanta vier Jahre zuvor die Goldmedaille gewannen, verloren mit 3:8 und mussten damit diesmal ohne Medaille nach Hause fahren. Das kleine Finale um Bronze war das letzte Spiel der spanischen Wasserball-Legende Manuel Estiarte, der 2000 zum sechsten Mal an Olympischen Spielen teilnahm und mit dem olympischen Turnier seine Karriere beendete. Das Finale fand im Gegensatz zu dem der Frauen nicht vor vollbesetzten Rängen statt. Nur 80 % der Eintrittskarten wurden abgesetzt. Die beiden Finalisten waren Russland und Ungarn. Die ungarische Mannschaft gewann mit 16:13 und errang damit die siebte olympische Goldmedaille für Ungarn im Wasserball der Männer. Es war jedoch das erste Gold seit den Olympischen Sommerspielen 1976 in Montreal. Das erste Tor in diesem Spiel erzielte der Ungar Tibor Benedek schon 1:53 Minuten nach Spielbeginn.

#### Wasserspringen
Die Wettbewerbe im Wasserspringen fanden im Aquatic Centre statt. Insgesamt wurden in acht Disziplinen des Wasserspringens Medaillen vergeben. Erstmals wurden bei Olympischen Spielen die Synchronwettbewerbe vom Drei-Meter-Brett und vom Zehn-Meter-Turm ausgetragen. Die Chinesen dominierten das Wasserspringen mit jeweils fünf gewonnenen Gold- und Silbermedaillen.
Im Einzelwettbewerb der Frauen vom Drei-Meter-Brett gewann die Chinesin Fu Mingxia die Goldmedaille vor ihrer Landsfrau Guo Jingjing. Bronze ging an die aus Rostock stammende Deutsche Dörte Lindner, die 1997 Bronze vom Ein-Meter-Brett bei den Europameisterschaften gewonnen hatte. Am Vorkampf für den Einzelwettbewerb vom Zehn-Meter-Turm nahmen 42 Athletinnen teil. Favorisiert waren auch hier die Chinesinnen, jedoch ging die Goldmedaille an die US-Amerikanerin Laura Wilkinson. Silber ging an eine Chinesin, Bronze an eine Kanadierin. Für die USA war es der erste Sieg in dieser Disziplin seit den Olympischen Sommerspielen 1964. Die Goldmedaillen der vier vorherigen Olympischen Spiele gingen jeweils an eine Chinesin. Den Männerwettbewerb vom Drei-Meter-Brett gewann der Chinese Xiong Ni. Die Silbermedaille ging an einen Mexikaner, Bronze gewann Dmitri Sautin. Dieser konnte sich auch im Wettbewerb vom Zehn-Meter-Turm die Bronzemedaille sichern. Vor ihm platzierten sich zwei Athleten aus der Volksrepublik China.
In den Synchronwettbewerben wurden fünf Sprünge ausgeführt. Zwei von ihnen hatten einen maximalen Schwierigkeitsgrad von 2,0, unabhängig von ihrer tatsächlichen Schwierigkeit. Die Schwierigkeit der anderen drei Sprünge wurde in vollem Umfang gewertet. Neben der Schwierigkeit spielte vor allem die Synchronität eine große Rolle bei der Bewertung. Den Synchronwettbewerb der Männer vom Drei-Meter-Brett gewann das Duo aus der Volksrepublik China. Xiong holte damit seine zweite Goldmedaille bei diesen Olympischen Spielen. Silber gewann das Paar Alexander Dobroskok und Dimitri Sautin. Sautin gewann zusammen mit Igor Lukaschin zudem den Synchronwettbewerb vom Zehn-Meter-Turm. Damit gewann er in allen vier Disziplinen jeweils eine Medaille. Den Silberrang belegte ein chinesisches Duo vor den Deutschen Jan Hempel und Heiko Meyer, die Bronze gewannen. Bei den Frauen gewann das Paar Wera Iljina und Julija Pachalina die Goldmedaille. Für die amtierende Weltmeisterin vom Drei-Meter-Brett, Pachalina, die im Einzelwettbewerb eine Medaille verpasste, stellte dieser Sieg eine Art Wiedergutmachung dar. Hinter den Russinnen platzierte sich das chinesische Duo vor dem aus der Ukraine. Im Synchronspringen vom Zehn-Meter-Turm erreichten die Chinesinnen Li Na und Sang Xue den ersten Platz. Silber ging an Kanada und Bronze an die Australierinnen Rebecca Gilmore und Loudy Tourky.

### Softball
Softball war in Sydney zum zweiten Mal Bestandteil des olympischen Programms, nach der Einführung vier Jahre zuvor in Atlanta. Acht Mannschaften nahmen am Softballturnier teil. Australien war als Gastgebernation automatisch qualifiziert. Kanada, China, die USA und Japan waren als beste vier Teams der Weltmeisterschaft von 1998 qualifiziert. Die restlichen drei Teilnehmer wurden in Qualifikationsturnieren ermittelt. Italien setzte sich im Turnier für Afrika und Europa durch, Kuba gelang dies im Turnier für Amerika und Neuseeland setzte sich in der Gruppe Asiens und Ozeaniens durch. In der ersten Runde des olympischen Turniers spielte jede Mannschaft sieben Partien. Die besten vier qualifizierten sich für die Halbfinals.

### Tennis
Die Wettbewerbe im Tennis fanden zwischen dem 19. und 28. September 2000 im New South Wales Tennis Centre statt.
Im Einzelturnier der Männer schieden einige favorisierte Spieler wie Marat Safin, Lleyton Hewitt und Marcelo Ríos aus. Im Halbfinale besiegte der Deutsche Tommy Haas den Schweizer Roger Federer mit 6:3 und 6:2. Der Franzose Arnaud Di Pasquale unterlag dem Russen Jewgeni Kafelnikow mit 6:4 und 6:4. Das Finale gegen Haas entschied der Russe ebenfalls mit 7:6, 3:6, 6:2, 4:6 und 6:3 für sich. Im Spiel um den dritten Platz unterlag Federer dem Franzosen Di Pasquale. Das Doppelturnier der Männer war der letzte Auftritt der Australier Todd Woodbridge und Mark Woodforde, die seit zehn Jahren ein Team bildeten. Sie zogen in das Finale gegen das kanadische Doppel Sébastien Lareau und Daniel Nestor ein, verloren dieses jedoch mit 7:5, 3:6, 4:6 und 6:7. Damit gewannen die Australier zum Karriereabschluss die Silbermedaille. Bronze ging an die Spanier Àlex Corretja und Albert Costa, die im kleinen Finale das Doppel aus Südafrika besiegten.
In der zweiten Runde des Einzels der Frauen schied die an Nummer eins gesetzte Lindsay Davenport aufgrund einer Fraktur am Fuß aus. Olympiasiegerin wurde die US-Amerikanerin Venus Williams, die das Finale mit 6:2 und 6:4 gegen Jelena Dementjewa gewann. Im Halbfinale setzte sich Williams in drei Sätzen gegen Monica Seles durch, die im kleinen Finale die Bronzemedaille gewann. Im Doppelturnier traten Venus und Serena Williams gemeinsam als ein Team an. Im Finale trafen die beiden US-Amerikanerinnen auf das Doppel aus den Niederlanden, bestehend aus Kristie Boogert und Miriam Oremans. Die Niederländerinnen verloren mit 1:6 und 1:6. Bronze ging an das belgische Doppel. Venus Williams war erst die zweite Frau in der olympischen Geschichte, die Gold im Einzel und Doppel bei denselben Spielen gewann. Dies gelang vorher nur Helen Wills Moody bei den Olympischen Sommerspielen 1924 in Paris.

### Triathlon
Der Triathlon feierte bei den Olympischen Spielen in Sydney seine olympische Premiere. Die Wettbewerbe fanden vor einer großen Kulisse mitten in Sydney statt. Sie starteten und endeten am Opernhaus von Sydney, geschwommen wurde im Hafen von Sydney. Daneben bildete der Botanische Garten Sydneys einen Großteil der Kulisse für die Wettbewerbe, die von rund 500.000 Zuschauern entlang der Strecke verfolgt wurden. Bestandteil der Wettbewerbe waren 1,5 Kilometer Schwimmen, 40 Kilometer Radfahren und 10 Kilometer Laufen.
Am 16. September 2000 starteten 48 Teilnehmerinnen im Frauenwettbewerb. Nach der ersten Teildisziplin, dem Schwimmen, lag die US-Amerikanerin Sheila Taormina, die in Atlanta Olympiagold mit der 4-mal-200-Meter-Freistilstaffel gewonnen hatte, in Führung. Während der zweiten Teildisziplin wurde sie jedoch eingeholt und die Deutsche Joelle Franzmann erreichte als erste den Wechsel zur dritten Teildisziplin, dem Laufen. Auf den letzten zehn Kilometern wechselte die Führung häufig und es entwickelte sich ein Zweikampf um den Sieg. Die erste Olympiasiegerin in dieser Disziplin wurde die Schweizerin Brigitte McMahon mit zwei Sekunden Vorsprung auf die Australierin Michellie Jones. Magali Messmer die ebenfalls aus der Schweiz stammte, belegte den dritten Rang und gewann damit Bronze. Den Triathlon der Frauen verfolgten 80.000 Zuschauer, vor allem in der Nähe des Opernhauses, wo eine Videoleinwand installiert worden war.
Der Wettbewerb der Männer fand am 17. September 2000 vor rund 400.000 Zuschauern statt. An ihm nahmen 52 Athleten teil. Das Schwimmen brachte der Australier Craig Walton als erster hinter sich, gefolgt vom britischen Favoriten Simon Lessing. Nach der zweiten Teildisziplin lag der französische Weltmeister Olivier Marceau in Führung, konnte diese aber auf dem abschließenden Zehn-Kilometer-Lauf nicht halten. Der Deutsche Stephan Vuckovic setzte sich an die Spitze. Er hatte das Ziel schon vor Augen, als der Kanadier Simon Whitfield ihn 150 Meter vor der Ziellinie abfing. Damit gewann er nur Silber. Die Bronzemedaille gewann der Tscheche Jan Řehula.

### Turnen

#### Rhythmische Sportgymnastik
In Sydney traten 84 Sportlerinnen in der Rhythmischen Sportgymnastik an. 24 von ihnen nahmen am Einzelwettbewerb teil, die restlichen gehörten zu den zehn Teams, die aus jeweils sechs Sportlerinnen bestanden, des Mannschaftswettbewerbes.
Die Athletinnen mussten im Einzelwettbewerb Übungen mit Reifen, Keulen, Bändern und Bällen durchführen. Die 17 Jahre alte Russin Alina Kabajewa qualifizierte sich als Erstplatzierte des Vorkampfes mit 39,691 der möglichen 40 Punkte. Im Vorfeld der Olympischen Spiele hatte sie ihren dritten Europameisterschaftstitel gewonnen und in sieben Wettkämpfen volle 40 Punkte erhalten. In der Entscheidung um die Medaillen rollte Kabajewas Reifen aus dem Feld, was ihr eine Strafe von 0,2 Punkten eintrug und sie damit Gold kostete. Der Olympiasieg ging an die ebenfalls aus Russland stammende Julija Barsukowa 39,632 Punkten. Silber gewann Julija Raskina vor Kabajewa, die noch den Bronzerang erreichte.
Im Mannschaftswettbewerb war die Leistungsdichte sehr stark. Die ersten drei für den Endkampf qualifizierten Teams erreichten über 39 Punkte, die nächsten fünf über 38. Die Titelverteidigerinnen von Atlanta aus Spanien konnten sich nicht qualifizieren. Die Goldmedaille machten die Russinnen und Belarussinnen unter sich aus. Beide erreichten eine Punktzahl von 39,5, so dass die normalerweise nicht gewertete höchste und niedrigste Bewertung zur Vergabe des Olympiasieges herangezogen wurde. Demnach gewann die russische Mannschaft mit 0,2 Punkten Vorsprung Gold. Silber ging an die Belarussinnen, Bronze an die Griechinnen.

#### Trampolinturnen
Trampolinturnen war in Sydney erstmals Bestandteil des olympischen Programms. Es nahmen jeweils zwölf Männer und Frauen an den Wettbewerben teil, die aus einer Qualifikationsrunde und einem Endkampf bestanden. Die acht Bestplatzierten der Qualifikation qualifizierten sich für das Finale, in dem die Medaillen ausgesprungen wurden.
Im Wettbewerb der Frauen gewann die Deutsche Anna Dogonadze, die Europameisterin des Jahres 1998, die Qualifikationsrunde. Im Finale fiel Dogonadze, die im Vorfeld des Wettkampfes mit Fieber im Bett lag, jedoch aus den Medaillenrängen. Die erste Olympiasiegerin im Trampolinturnen wurde stattdessen die Russin Irina Karawajewa, die 1994, 1998 und 1999 die Weltmeisterschaft gewonnen hatte. Silber ging an Oksana Zyhuljowa aus der Ukraine, Bronze an die kanadische Starterin Karen Cockburn. Bei den Männern siegte Alexander Moskalenko, der wie die Siegerin bei den Frauen ebenfalls aus Russland stammte. Er hatte sich schon aus dem Sport zurückgezogen, entschied sich aber für ein Comeback, nachdem im August 1997 feststand, dass Trampolinturnen olympisch würde. 1998 hatte er noch Probleme Anschluss an die Weltspitze zu finden, 1999 wurde er jedoch zum vierten Mal in seiner Karriere Weltmeister und ging damit als Favorit in den Wettbewerb bei Olympia. Silber gewann unerwartet der Australier Ji Wallace. Die Bronzemedaille gewann mit Mathieu Turgeon auch hier ein Kanadier.

### Volleyball
Im Hallenvolleyball der Männer gewannen Jugoslawen, das vier Jahre zuvor den dritten Rang belegt hatten, zum ersten Mal die Goldmedaille. Im Finale setzten sie sich in drei Sätzen gegen Russland durch, das nach zwei olympischen Turnieren ohne Medaille an die erfolgreichen Zeiten der Sowjetunion anknüpfte. Italien entschied das Duell um Bronze gegen Argentinien für sich. Bei den Frauen setzte Kuba seine Siegesserie fort und verteidigte zum zweiten Mal in Folge seinen Titel. Die Entscheidung im Endspiel gegen Russland fiel erst im Tie-Break. Dritter wurde wie bereits 1996 Brasilien. Bei diesem olympischen Turnier wurden einige neue Regeln eingeführt.

Beim Beachvolleyballturnier am Bondi Beach gewannen die US-Amerikaner Dain Blanton/Eric Fonoimoana den Wettbewerb der Männer. Im Finale setzten sie sich in zwei Sätzen gegen die Brasilianer Zé Marco und Ricardo Santos durch. Jörg Ahmann und Axel Hager sorgten mit der Bronzemedaille für den bisher größten deutschen Erfolg im olympischen Beachvolleyball. Im Endspiel der Frauen bezwangen die Australierinnen Natalie Cook und Kerri Pottharst die amtierenden Weltmeisterinnen Adriana Behar und Shelda Bede aus Brasilien. Die Bronzemedaille gewann das zweite brasilianische Duo Sandra Pires und Adriana Samuel Ramos.

## Herausragende Sportler und besondere Leistungen
| Die erfolgreichsten Teilnehmer | Die erfolgreichsten Teilnehmer | Die erfolgreichsten Teilnehmer | Die erfolgreichsten Teilnehmer | Die erfolgreichsten Teilnehmer | Die erfolgreichsten Teilnehmer | Die erfolgreichsten Teilnehmer | Die erfolgreichsten Teilnehmer |
| Rang                           | Sportler                       | Land                           | Sportart                       | Gold                           | Silber                         | Bronze                         | Gesamt                         |
| ------------------------------ | ------------------------------ | ------------------------------ | ------------------------------ | ------------------------------ | ------------------------------ | ------------------------------ | ------------------------------ |
| 1                              | Ian Thorpe                     | Australien                     | Schwimmen                      | 3                              | 2                              | –                              | 5                              |
| 2                              | Inge de Bruijn                 | Niederlande                    | Schwimmen                      | 3                              | 1                              | –                              | 4                              |
| 2                              | Leontien Zijlaard-van Moorsel  | Niederlande                    | Radfahren                      | 3                              | 1                              | –                              | 4                              |
| 4                              | Jenny Thompson                 | Vereinigte Staaten             | Schwimmen                      | 3                              | –                              | 1                              | 4                              |
| 5                              | Alexei Nemow                   | Russland                       | Turnen                         | 2                              | 1                              | 3                              | 6                              |

- Der 17-jährige Australier Ian Thorpe gewann im Schwimmen drei Goldmedaillen und eine Silbermedaille, wobei er seinen Weltrekord über 400 Meter Freistil verbesserte und mit den Staffeln über 4-mal 200 und 4-mal 100 Meter Freistil ebenfalls neue Weltrekorde aufstellte.
- Die meisten Medaillen gewann wie schon 1996 in Atlanta der russische Turner Alexei Nemow mit zwei Gold-, einer Silber und drei Bronzemedaillen.
- Der Brite Steven Redgrave gewann von 1984 in Los Angeles bis 2000 in Sydney bei allen Olympischen Spielen im Rudern eine Goldmedaille.
- Die sri-lankanische Leichtathletin Susanthika Jayasinghe konnte im 200-Meter-Lauf mit dem Gewinn der Silbermedaille den zweiten Medaillengewinn überhaupt für ihr Land erzielen.
- Der Kubaner Félix Savón gewann in Sydney als dritter olympischer Sportler nach László Papp und Teófilo Stevenson bei drei aufeinander folgenden Olympischen Spielen im Boxen eine Goldmedaille.
- Éric Moussambani, der langsamste Teilnehmer (1:52,72 min), der je ein olympisches 100-Meter-Freistilrennen bestritten – und sogar gewonnen – hat. Der Mann aus Äquatorial-Guinea lernte erst im Januar 2000 schwimmen und kämpfte auf den zwei 50-Meter-Bahnen mehr, als dass er schwamm. Aber Eric „der Aal“ kam nicht nur ins Ziel – weil beide Vorlaufgegner wegen Fehlstarts disqualifiziert wurden, hatte er sein Rennen sogar gewonnen – und avancierte zum Star der Spiele.

## Doping
- Für die Ausdauersportarten gelten die Olympischen Spiele 2000 als EPO-Spiele. Zwar war der Unterschied zwischen körpereigenem und körperfremden EPO seit 2000 nachweisbar, da das Nachweisverfahren jedoch nur innerhalb der ersten vier Tage nach Verabreichung wirksam war, die leistungssteigernde Wirkung jedoch bis zu 17 Tagen anhält, waren auch die Olympischen Spiele 2000 noch EPO-Spiele.[12] Es blieb somit noch ein „Fenster“ von über zehn Tagen, innerhalb derer man die Leistung steigern konnte, ohne durch EPO-Doping aufzufallen. Da z. B. die Leichtathletikwettbewerbe nur 10 Tage dauerten, konnten selbst die, die am ersten und am letzten Tag dieser Wettbewerbe starteten, vom EPO-Nutzen profitieren. Auch Lance Armstrong fiel nicht bei der Dopingkontrolle auf, sondern ihm wurde seine Medaille aufgrund seines EPO-Geständnisses aberkannt.
- Dem deutschen Freistilringer Alexander Leipold wurde nach positivem Dopingtest in Sydney der Sieg aberkannt. Er musste die errungene Goldmedaille zurückgeben und wurde nachträglich von den Olympischen Spielen Sydney 2000 ausgeschlossen. Im nachfolgenden Verfahren wurde ihm jedoch der Sieg des Turniers wieder anerkannt, auch wenn er sich aus rechtlichen Gründen nicht Olympiasieger nennen darf. Die weiteren Umstände sind bis heute nicht geklärt.[13]
- Marion Jones hatte drei Goldmedaillen und zwei Bronzemedaillen gewonnen, wodurch sie in der Medaillenwertung auf Platz fünf aller Athleten stand, gab im Oktober 2007 allerdings zu, gedopt gewesen zu sein. Das IOC disqualifizierte sie deswegen im Dezember 2007 nachträglich und strich sie aus den Ergebnislisten. Die errungenen Medaillen wurden ihr wieder aberkannt.[14]
- Jerome Young (1999/Nandrolon) wurde nur im Staffelvorlauf eingesetzt. Da die US-Staffel im Endlauf Gold gewann, erhielt auch Young eine Goldmedaille. Während längerer Rechtsstreitigkeiten entschied das IOC am 29. Juni 2004 zunächst, dass Jerome Young die Goldmedaille 2000 aberkannt wurde, aber die anderen Mitglieder des Teams ihre Medaillen behalten durften.[15] Erst im Jahr 2012 wurden vom IOC die Goldmedaillen offiziell dem Team der USA aberkannt und dem nigerianischen Team zuerkannt. Diese späte Ehrung kam für den nigerianischen Staffelläufer Sunday Bada zu spät, der wenige Monate vor der Entscheidung des IOC verstarb.[16]
- Im Januar 2013 wurde Lance Armstrong die Bronzemedaille im Einzelzeitfahren des olympischen Straßenrennen aberkannt, nachdem dieser ein umfassendes Doping-Geständnis in den Medien abgegeben hatte.[11] Die aberkannte Bronzemedaille wurde bisher nicht neu vergeben.

## Umweltschutz
Das olympische Dorf wurde in Zusammenarbeit mit Greenpeace erbaut. Es wurde, wenn möglich, mit Solarenergie gearbeitet, so dass die seinerzeit größte Wohnsolaranlage der Welt entstand. Für 16 Millionen australische Dollar wurde eine Abwasserreinigungsanlage errichtet. Da das aufbereitete Wasser für die Toilettenspülung und das Bewässern von Pflanzen genutzt werden kann, wurde der Trinkwasserverbrauch halbiert.
Für die gefährdeten Gold-Laubfrösche wurde hinter dem Baseballstadion ein 16 Hektar großes Biotop geschaffen, in welches sie umgesiedelt wurden. Es kostete insgesamt 900.000 Dollar.

## Berichterstattung
Mehr als 20.000 Medienvertreter berichteten von den Olympischen Sommerspielen 2000 aus Sydney.

### Fernsehen
Die Fernsehübertragung brach gleich mehrere Rekorde. Die Spiele wurden von rund 3,7 Milliarden Menschen vorm Fernseher verfolgt, insgesamt konsumierten sie etwa 40 Milliarden Stunden Olympiaübertragung. Der Verkauf der Fernsehrechte brachte dem IOC Einnahmen von 1,3 Milliarden Dollar ein. Das waren 400 Millionen Dollar mehr als bei den Olympischen Sommerspielen 1996 in Atlanta. Alle Fernsehsender und Radiostationen, die aus Sydney berichteten, hatten ihr Quartier im International Broadcast Centre (IBC). Diese internationale Senderzentrale war vor dieser Art der Verwendung das Lager eines Kaufhauses und hat eine Größe von 70.000 Quadratmetern. Das IBC lag in der Nähe des olympischen Dorfes und des Olympiastadions.
Das Weltbild lieferte die australische TV-Organisation Sydney Olympic Broadcasting Organisation, die mit 700 Kameras an den Wettkampfstätten vertreten war. Daneben setzten einige Fernsehanstalten noch zusätzliche Kameras ein, die besonders auf ihre nationalen Sportler ausgerichtet waren. Die EBU war für die Übertragung der Fernsehbilder nach Europa verantwortlich. Über fünf Satelliten wurden täglich 200 Stunden Bildmaterial in die 50 der EBU angeschlossenen Länder gesendet.

#### Deutschland
In Deutschland berichteten die öffentlich-rechtlichen Sender ARD und ZDF im Wechsel von den Spielen aus Sydney. Jeweils rund 20 Stunden wurden im Hauptprogramm gesendet. Daneben gab es rund sechs Stunden Übertragung auf 3sat, wo vor allem Ballsportarten gezeigt wurden. Außerdem lieferte man Olympiaberichte für die Nachrichten und Magazine. Damit gab es pro Tag rund 28 Stunden Olympia zu sehen, was auf die ganze Zeit der Olympischen Spiele von Sydney rund 420 Stunden Fernsehübertragung in Deutschland machte. Wenn man noch die Radioberichterstattung hinzunimmt, gab es in Deutschland die meiste Olympiaberichterstattung weltweit.
ARD und ZDF hatten mehr als 600 Mitarbeiter in Sydney, da die Zeitverschiebung zusätzliche Schichten erforderte. Die Liveübertragungen begannen in der Regel gegen 23 Uhr und endeten gegen 15 Uhr. Es folgen Nachberichte und Zusammenfassungen, um auch die Menschen zu informieren, denen die Sendezeit nicht entgegenkam. Um über die deutschen Sportler ausführlich berichten zu können, setzten ARD und ZDF 56 Kameras zusätzlich ein, die das gelieferte Weltbild ergänzten. Technisch markierten die Olympischen Spiele 2000 den Beginn einer neuen Ära. Nach der Fußball-Europameisterschaft 2000 kam zum zweiten Mal das Programm Epsis zum Einsatz, mit dem Bahnen farbig markiert und Entfernungen in Linien angegeben werden konnten. Diese Möglichkeit fand seit dem immer häufiger Einsatz und gehört heute zu Sportübertragungen dazu.

#### Weitere Länder
Die Rechte für die Übertragung in den USA erwarb der Sender NBC für 800 Millionen Dollar. Die Werbezeiten verkaufte der Sender für 900 Millionen Dollar, was eine Rekordsumme darstellte. Vier Jahre zuvor, bei den Spielen von Atlanta, hatte NBC nur 680 Millionen Dollar für Werbung eingenommen. Um besonders die beliebten und attraktiven Sportarten zur besten Sendezeit zeigen zu können, entschied sich NBC aufgrund der 15- bis 18-stündigen Zeitverschiebung dazu, alle Wettbewerbe als Aufzeichnungen zu senden. Das war zuletzt bei den Olympischen Sommerspielen 1960 in Rom geschehen, als die Filmrollen noch per Flugzeug in die USA gebracht werden mussten. Für NBC arbeiteten im IBC rund 3.000 Mitarbeiter, was einen neuen Rekord darstellte. Nie zuvor war ein Fernsehsender mit so vielen Mitarbeitern bei Olympischen Spielen vertreten gewesen.